# Географія Іспанії
Іспанія — південноєвропейська країна, що знаходиться на південному заході континенту, займає більшу частину Іберійського півострова . Загальна площа країни 505 370 км² (52-ге місце у світі, друге в Європейському Союзі після Франції), з яких на суходіл припадає 498 980 км², а на поверхню внутрішніх вод — 6 390 км². Площа країни на 20 % менша за площу України; вдвічі більша за площу штату Орегон. 

## Назва
Офіційна назва — Королівство Іспанія, Іспанія (ісп. Reino de Espana, España). Походження назви країни спірне. Можливо з ханаанського діалекту фінікійської мови О-Шепанім (івр. אי שפנים) перекладається як Острів даманів. Фінікійські поселенці прийняли місцевих кролів за африканських даманів, на честь яких і назвали країну. Згідно з дослідженням Хесуса Луїса Кунчихоса, викладеним в праці «Основи фінікійської граматики» 2000 року, коренем слова «спан» є слово, що означає кувати метали. Тобто i-spn-ya означає землю ковальської справи. Давні римляни адаптували назву на свій манір Гіспанія (лат. Hispania). На римських монетах, що їх карбували в регіоні за часів імператора Адріана, зображували жіночу фігуру з кроликом біля її ніг. Римляни використовували також назву Гісперія Ултіма (лат. Hesperia ultima), тобто найзахідніша країна, де мешкають Геспериди, доньки Атланта й німфи Геспериди. У I-IV століттях в Давньому Римі для півострова використовувалась назва Іберія (лат. Hiberia, Iberia), що виводиться від етноніму іберів, племені, що переселилось на Піренейський півострів з Північної Африки. Гуманіст XV–XVI століть, Антоніо де Небріха припускав, що слово Іспанія еволюціонувало від іберійського слова «іспаліс» (Hispalis), що означає місто в західному світі. Можливо, топонім Еспана (España) походить від баскійського слова ezpanna, що означає край, або кордон (подібно до слова марка), вказуючи на той факт, що Піренейський півострів являв собою південно-західний край Франкського королівства Карла Великого. Уперше назва Королівство Іспанія було використано 1479 року, коли об'єднались королівства Кастилії і Арагону.

## Географічне положення
Іспанія — південноєвропейська країна, що межує з п'ятьма іншими країнами: на сході — з Андоррою (спільний кордон — 63 км) і Францією (646 км), на півдні — з Гібралтаром (Велика Британія) (1,2 км) і, на африканському континенті, Марокко (18,5 км, Сеута — 8 км, Мелілья — 10,5 км), на заході — з Португалією (1224 км). Загальна довжина державного кордону — 1952,7 км. Іспанія на півночі омивається водами Біскайської затоки; на північному сході — Балеарського і на півдні — водами моря Альборан Середземного моря Атлантичного океану. Загальна довжина морського узбережжя 4964 км.

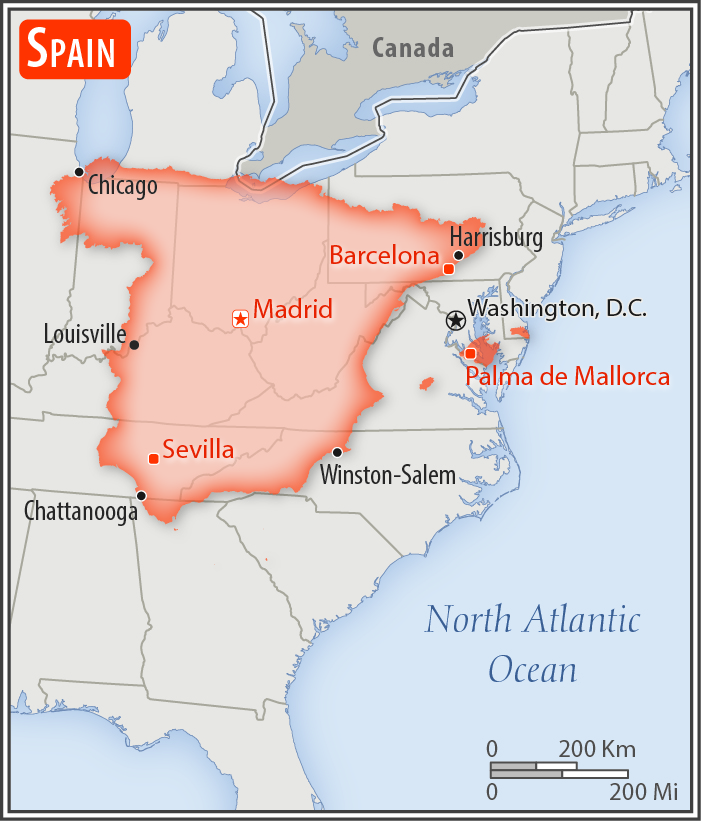
Порівняння розмірів території Іспанії та США
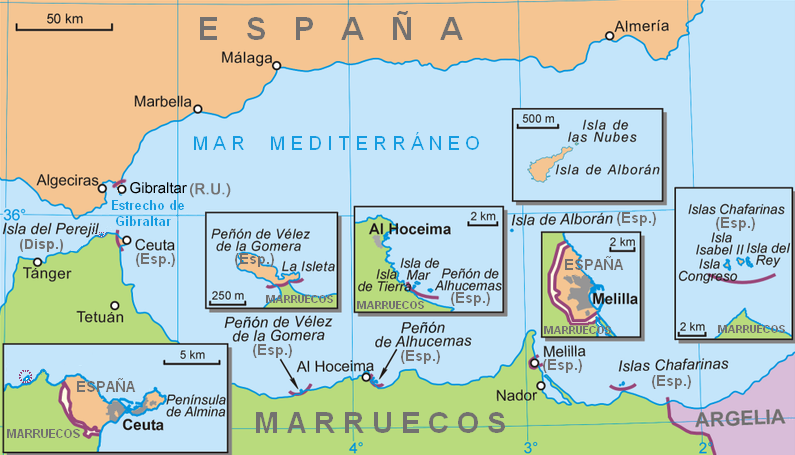
Іспанські території в Африці
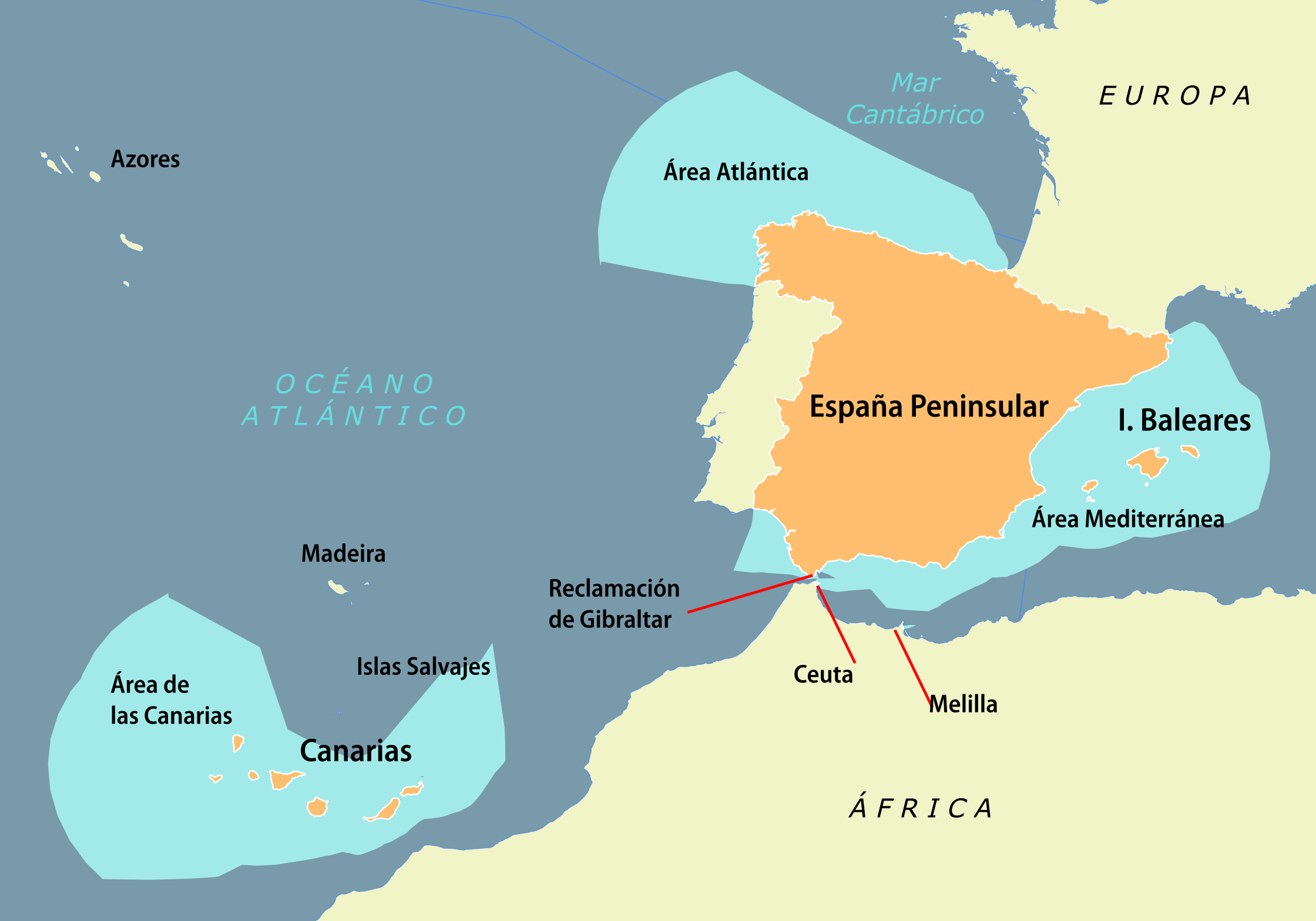
Морські кордони Іспанії

Згідно з Конвенцією Організації Об'єднаних Націй з морського права (UNCLOS) 1982 року, протяжність територіальних вод країни встановлено в 12 морських миль (22,2 км). Прилегла зона, що примикає до територіальних вод, в якій держава може здійснювати контроль, необхідний для запобігання порушень митних, фіскальних, імміграційних або санітарних законів, простягається на 24 морські милі (44,4 км) від узбережжя (стаття 33). Виключна економічна зона встановлена на відстань 200 морських миль (370,4 км) від узбережжя (окрім вод Середземного моря).

### Крайні пункти
Іспанія лежить між 43°′47′ і 27°38′ паралелями північної широти, 18°09′ меридіаном західної і 4°19′ меридіаном східної довготи. Континентальна частина — між 43°′47′25′ і 36°00′15′′ паралелями північної широти, 9°17′38′′ меридіаном західної і 3°19′19′′ меридіаном східної довготи.
| мис Естака-де-Барес мис Мароккі мис Туріньян о. Ла-Мола мис Креус мис Ла-Рестинга мис Ла-Орчилья Серро-де-лос-Анхелесclass=notpageimage\| Крайні пункти Іспанії |

Крайні точки Іспанії:
- крайня північна — мис Естака-де-Барес (ісп. Estaca de Bares), муніципалітет Маньйон 43°47′0″ пн. ш. 7°41′0″ зх. д. / 43.78333° пн. ш. 7.68333° зх. д.;
- крайня південна — мис Ла-Рестинга (ісп. Punta de La Restinga), острів Ієрро, Канарського архіпелагу 27°38′ пн. ш. 17°59′ зх. д. / 27.633° пн. ш. 17.983° зх. д.;
- крайня південна (континентальна) — мис Мароккі (ісп. Punta Marroquí), інша назва Тарифа (ісп. Punta Tarifa), муніципалітет Тарифа 36°0′15″ пн. ш. 5°36′37″ зх. д. / 36.00417° пн. ш. 5.61028° зх. д.;
- крайня західна — мис Ла-Орчилья (ісп. Punta de la Orchilla), острів Ієрро, Канарського архіпелагу 27°43′ пн. ш. 18°09′ зх. д. / 27.717° пн. ш. 18.150° зх. д.;
- крайня західна (континентальна) — мис Туріньян (ісп. Cabo Touriñán), муніципалітет Мушія 43°3′3″ пн. ш. 9°17′38″ зх. д. / 43.05083° пн. ш. 9.29389° зх. д.;
- крайня східна — острів Ла-Мола поблизу міста Мао (ісп. Mahón) на острові Менорка 39°52′ пн. ш. 4°19′ сх. д. / 39.867° пн. ш. 4.317° сх. д.;
- крайня східна (континентальна) — мис Креус (ісп. Cabo de Creus), муніципалітет Кадакес 42°19′9″ пн. ш. 3°19′19″ сх. д. / 42.31917° пн. ш. 3.32194° сх. д..

Географічний центр континентальної частини країни знаходиться в Серро-де-лос-Анхелес (ісп. Cerro de los Ángeles), поблизу Мадрида 40°18′ пн. ш. 3°41′ зх. д. / 40.300° пн. ш. 3.683° зх. д..

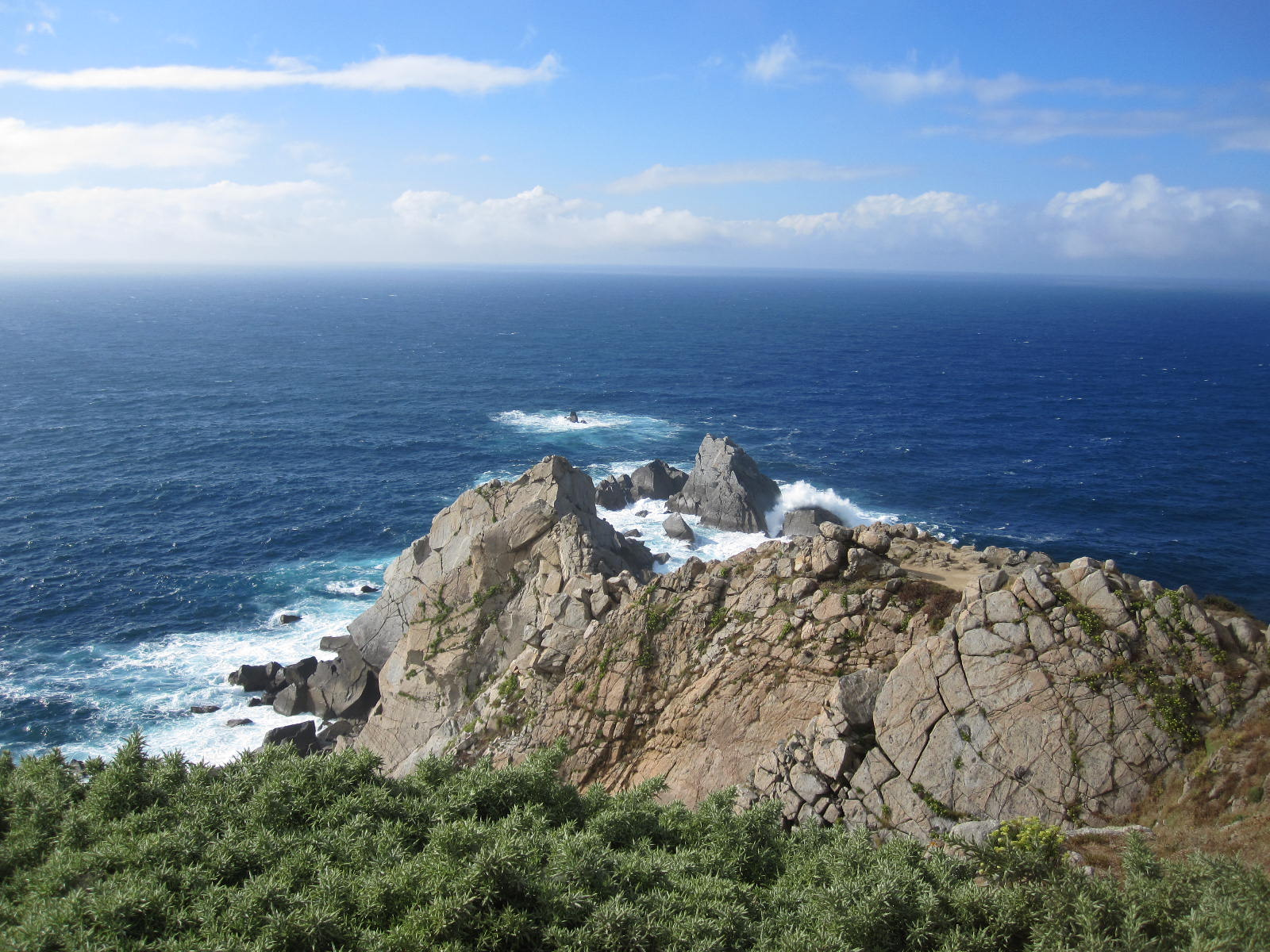
Мис Естака-де-Барес
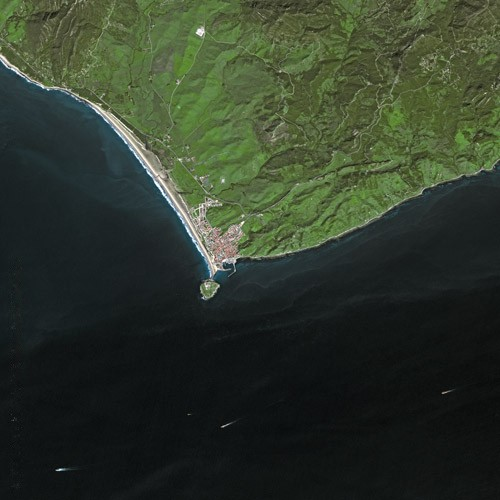
Мис Мароккі з космосу
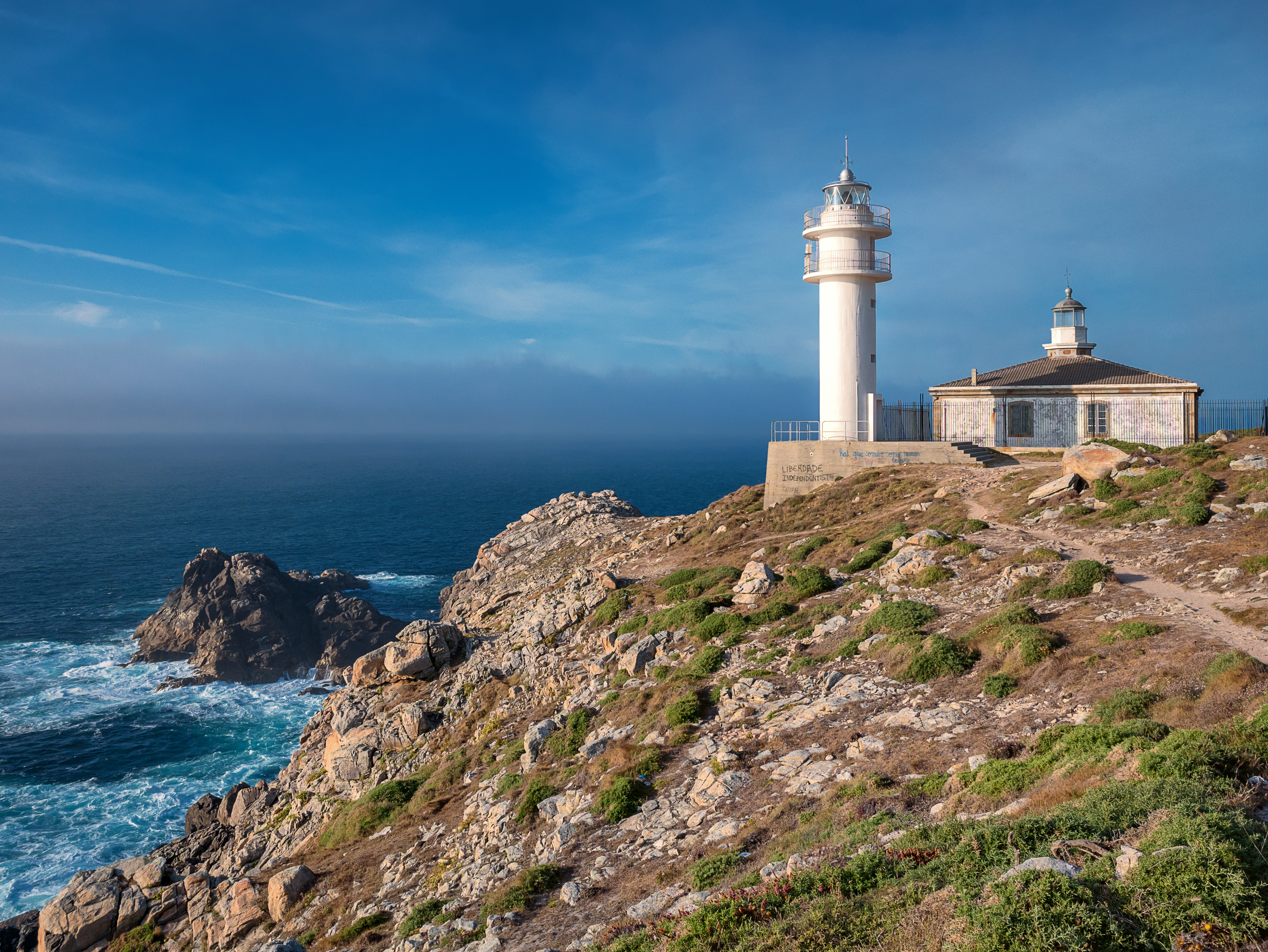
Мис Туріньян
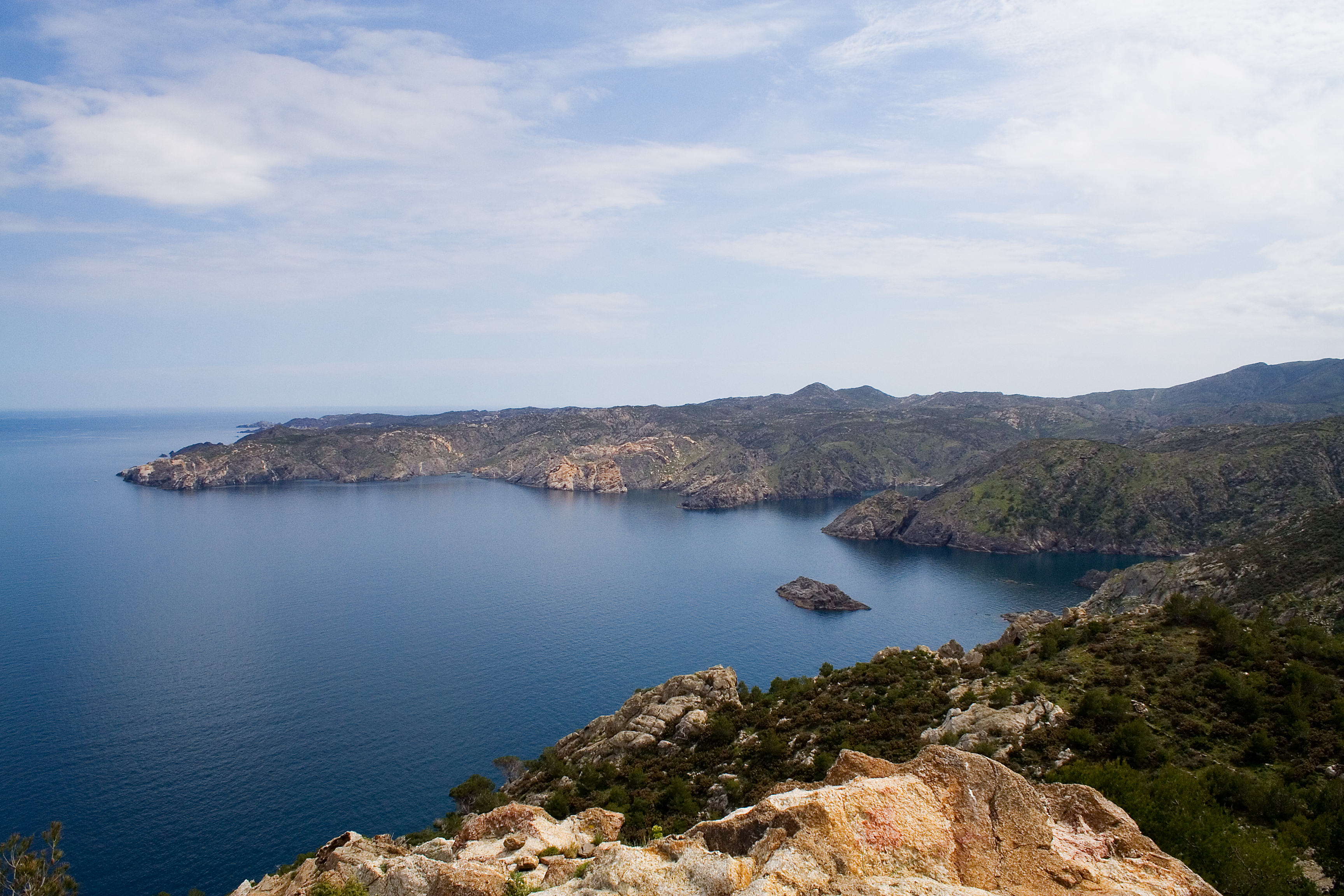
Мис Креус
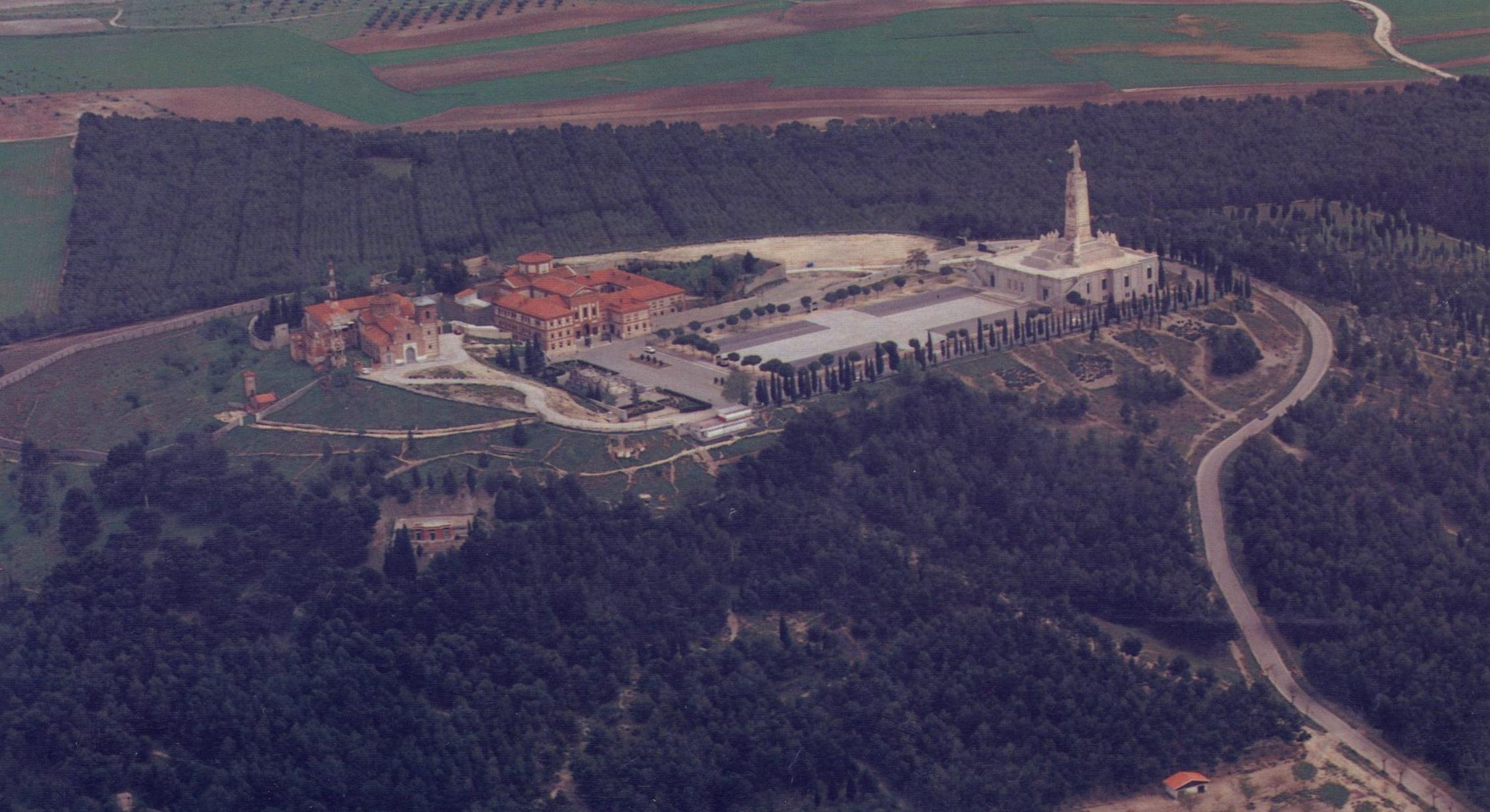
Серро-де-лос-Анхелес

### Час
Час в Іспанії: UTC+1 (-1 година різниці часу з Києвом). Літній час вводиться останньої неділі березня переводом годинникової стрілки на 1 годину вперед, скасовується в останню неділю жовтня переводом годинникової стрілки на 1 годину назад. Територія Іспанії лежить у двох годинних поясах: UTC+1, UTC0 (Канарські острови).

## Геологія

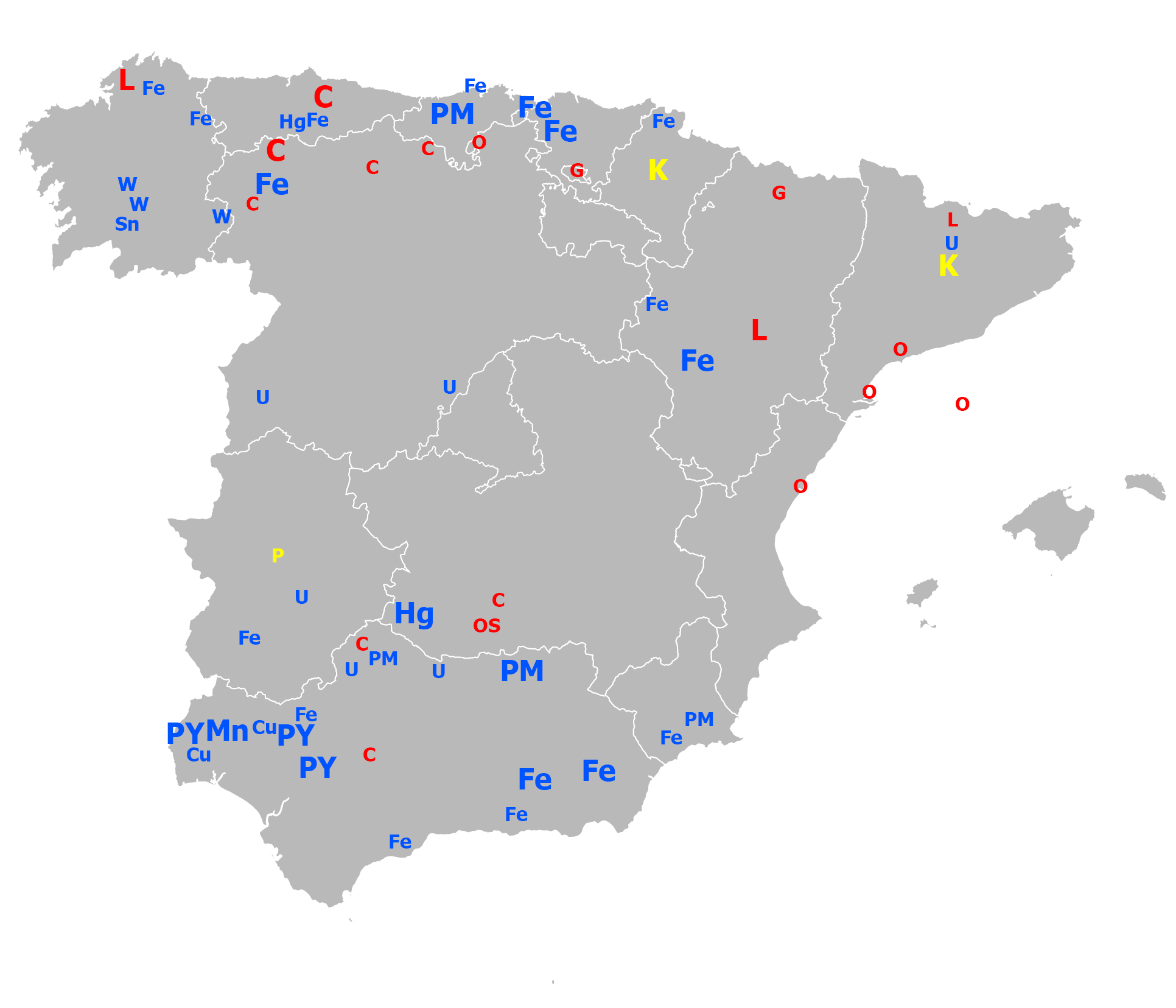
Карта розміщення родовищ корисних копалин

### Корисні копалини
Надра Іспанії багаті на ряд корисних копалин: кам'яне вугілля, буре вугілля, залізну руду, мідь, свинець, цинк, уранові руди, вольфрам, ртуть, пірит, магнезит, флюорит, гіпс, сепіоліт, каолін, калійні солі.

### Вулканізм
Вулкан Тейде на Канарських островах був включений у 1990-х роках до «Десятиліття вулканів», міжнародної дослідницької програми впливу вулканічної діяльності на людство Міжнародної асоціації вулканології і хімії надр Землі (IAVCEI), як частини програми ООН зі зменшення небезпеки від стихійних лих.

## Рельєф
Понад 65 % території країни розташовано на відмітках вище 500 м, в тому числі понад 25 % — вище 1000 м. Середні висоти — 660 м; найнижча точка — рівень вод Атлантичного океану (0 м); найвища точка — гора Тейде на острові Тенерифе Канарського архіпелагу (3718 м). Рельєф Іспанії різноманітний, тут домінуючу роль відіграють системи гірських хребтів і високогірних плоскогір'їв. На півночі і північному сході знаходяться середньовисотні гори — важкодоступні Піренеї, Кантабрійські, Іберійські і Каталонські, на півдні — Андалузькі і гори Сьєрра-Морена.
Майже половину поверхні країни, у центральній її частині, займає найбільше в Європі високогірне плоскогір'я — Месета, в межах якого розташовані два великих плоскогір'я Старої і Нової Кастилії, розділені Центральною Кордильєрою. Месета відрізняється чергуванням плато, висотних брилових хребтів і гірських улоговин. Центральна Кордильєра поділяє Месету на дві частини: північну і південну. Велика частина території Іспанії розташована на висоті близько 700 м. Це друга за висотою країна в Європі після Швейцарії.

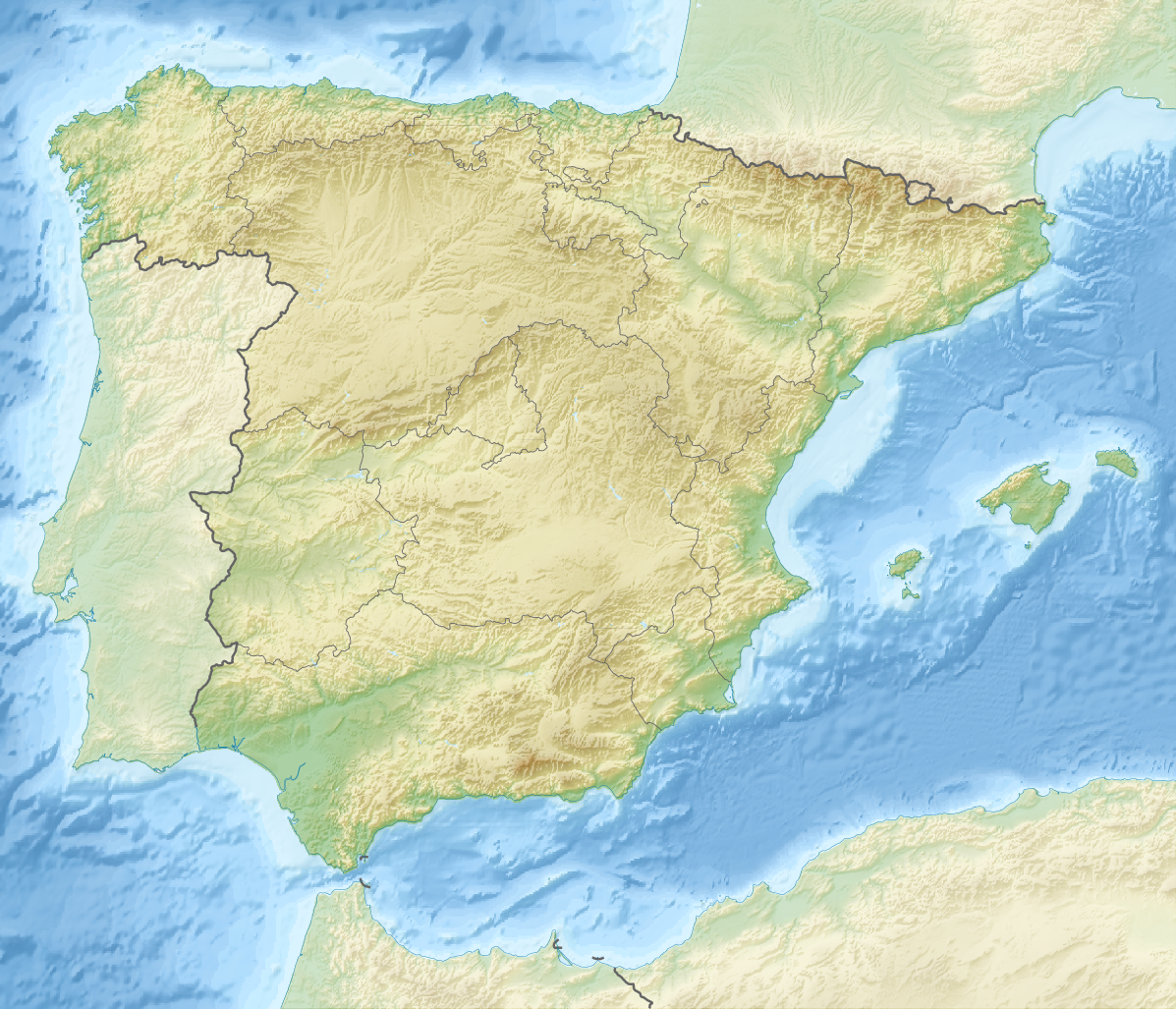
Рельєф Іспанії
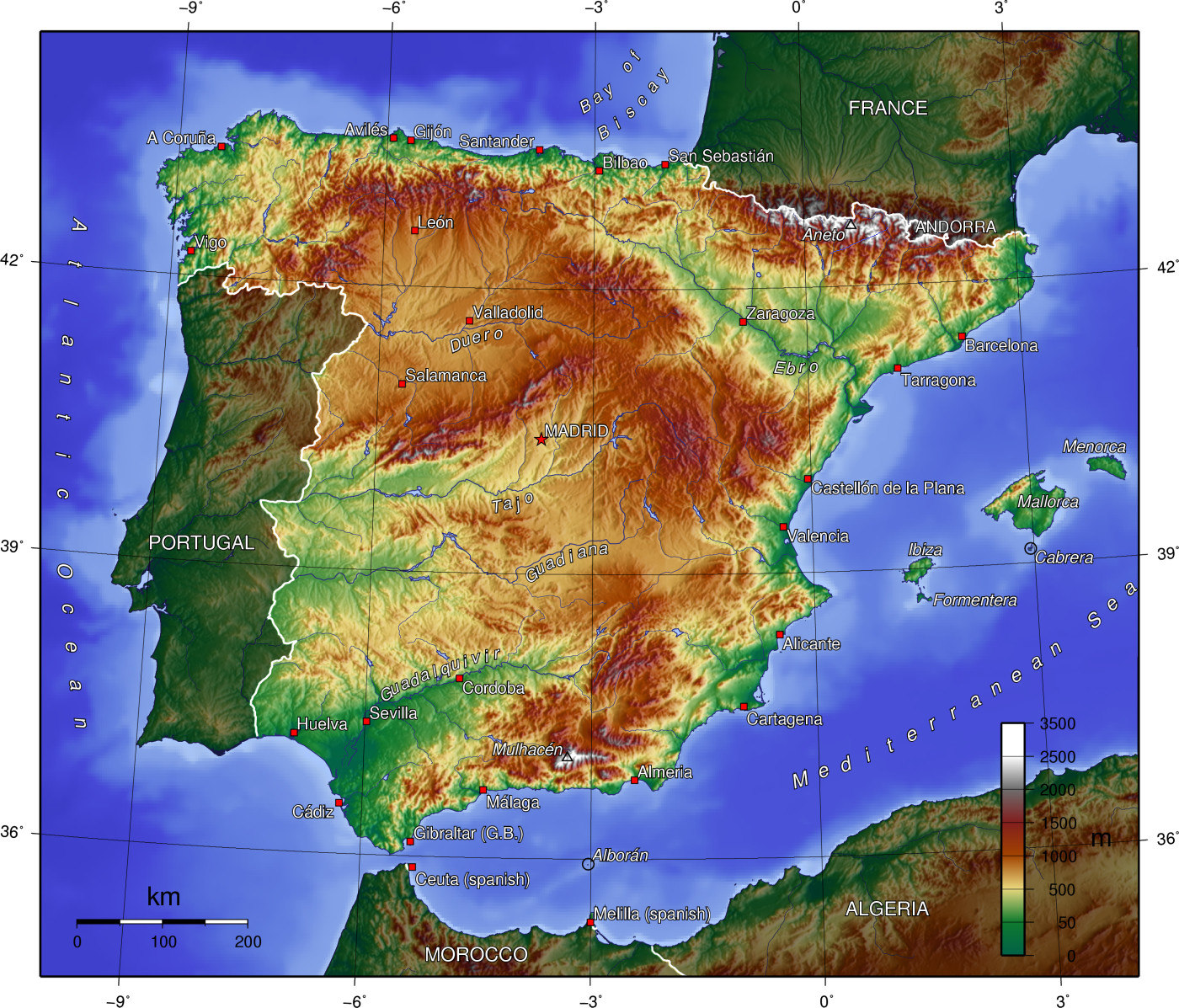
Гіпсометрична карта  Іспанії
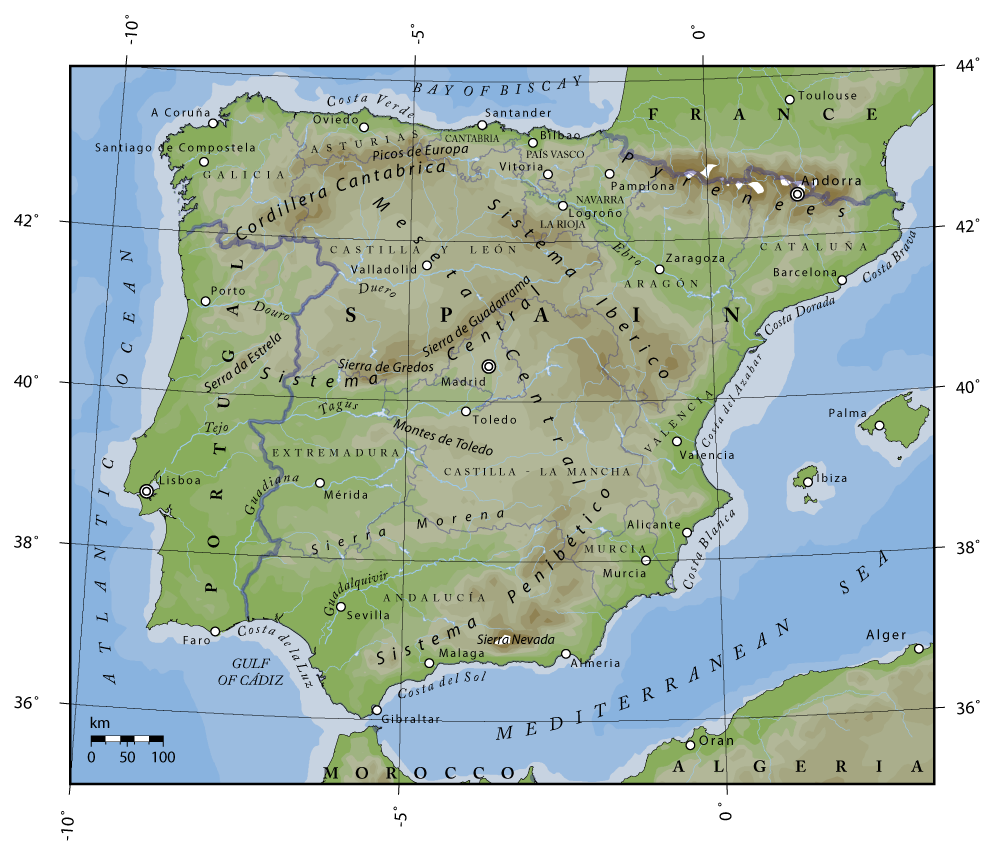
Орографічна схема Іспанії (ісп.)
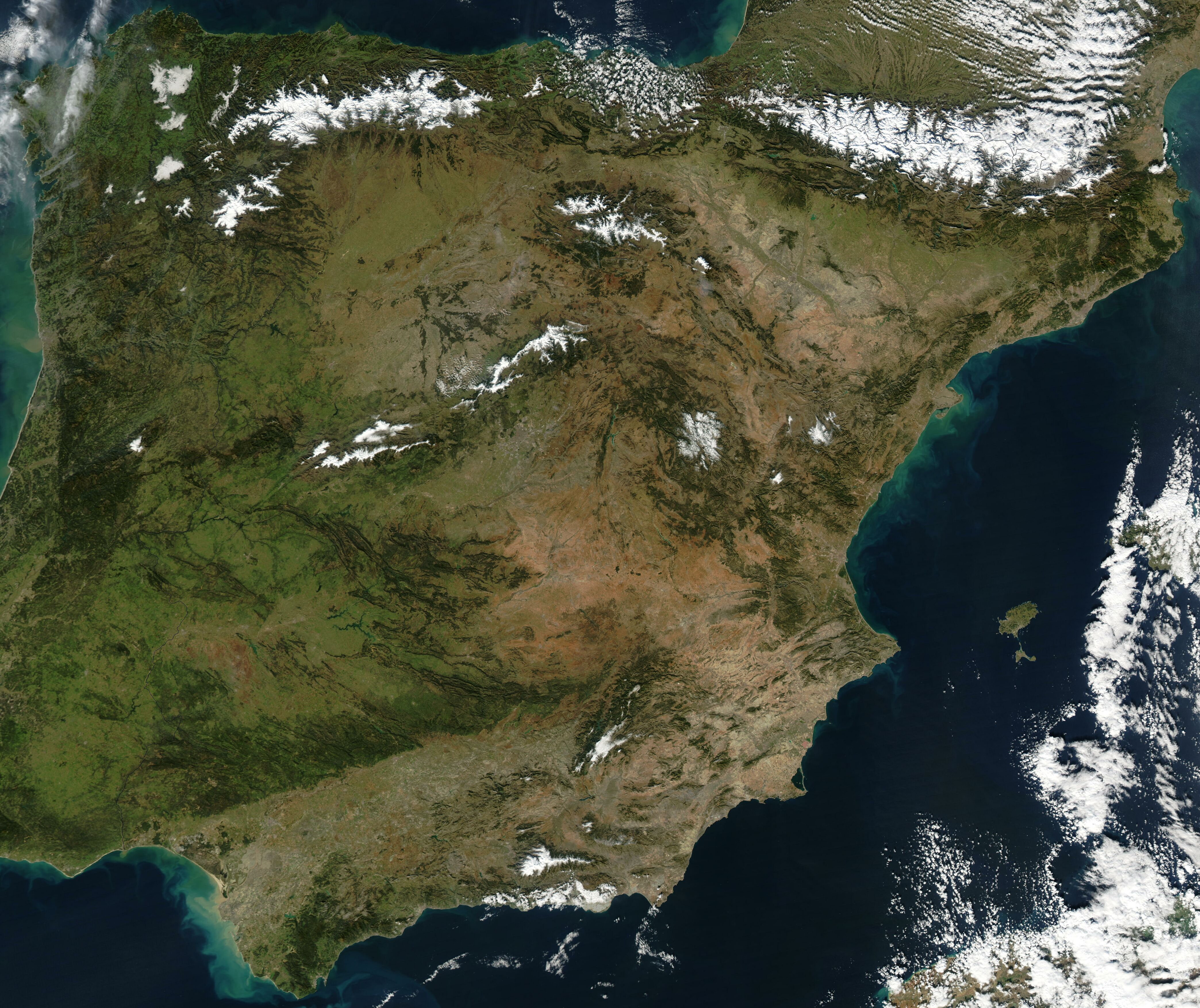
Супутниковий знімок поверхні країни

На півночі Месету обрамляють потужні Кантабрійські гори, які простяглися вздовж узбережжя Біскайської затоки на 600 км, ізолюючи внутрішні райони країни від впливу моря. У їх центральній частині знаходиться гірський масив Пікос-де-Европа (з іспанської — Піки Європи) з висотами до 2648 м. Ці гори альпійського типу складені в основному відкладами кам'яновугільного періоду — вапняками, кварцитами, пісковиками. Кантабрійські гори — орографічне і тектонічне продовження найпотужнішою гірської системи Іспанії — Піренеїв.
Піренеї являють собою кілька паралельних хребтів, що простягається з заходу на схід на 450 км. Це один із найбільш важкодоступних гірських районів Європи. Хоча в середньому висота їх не дуже велика (трохи більше 2500 м), але вони не мають потрібної кількості зручно розташованих та доступних перевалів. Всі ці перевали розташовані на висоті 1500—2000 м, тому залізниці, що йдуть з Іспанії в інші країни, обходять Піренеї з заходу і сходу. Найширша і найвища частина гір центральна, тут знаходиться головна їх вершина — пік Ането, що досягає 3404 м. З північного сходу, до Месеті примикає система Іберійських гір, максимальна висота (пік Мон-Кайо) — 2313 м.
Між східними Піренеями і Іберійськими горами простягаються невисокі Каталонські гори, південні схили яких уступами обриваються майже перед Середземним морем. Каталонські гори (середні висоти яких 900—1200 м, найбільша вершина — гора Каро, 1447 м) слідують впродовж 400 км майже паралельно берегу Середземного моря і фактично відокремлюють від нього Арагонське плато. Ділянки прибережних рівнин, які розроблені в Мурсії, Валенсії і Каталонії та на північ від мису Палос до кордону з Францією, характеризуються високою родючістю.

Карта Піренеїв
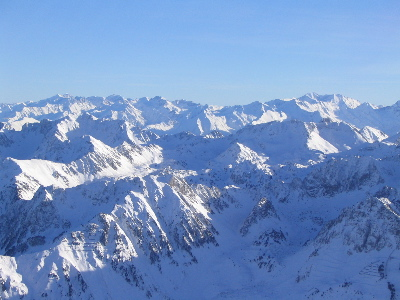
Центральні Піренеї
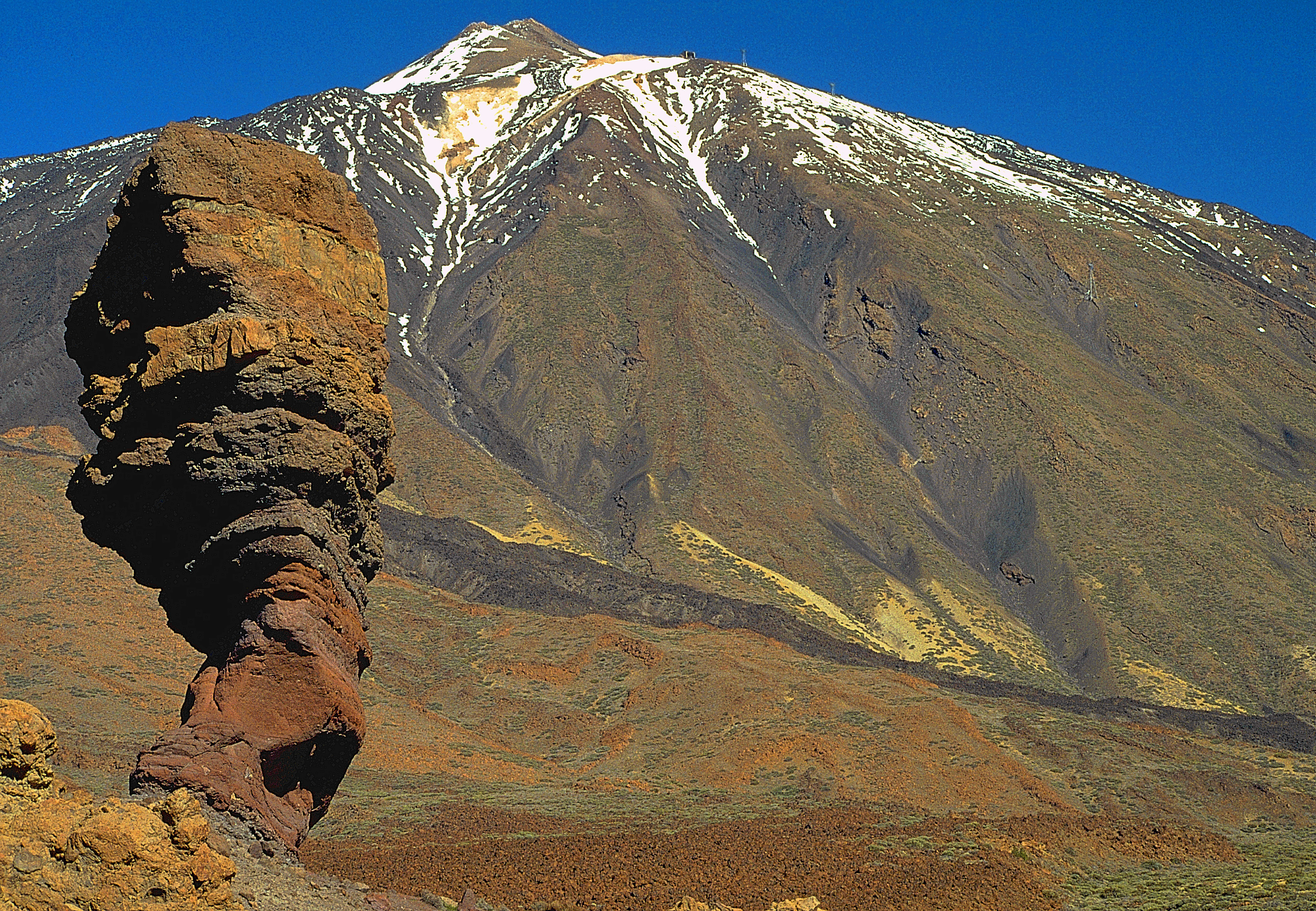
Вулкан Тейде, Канари
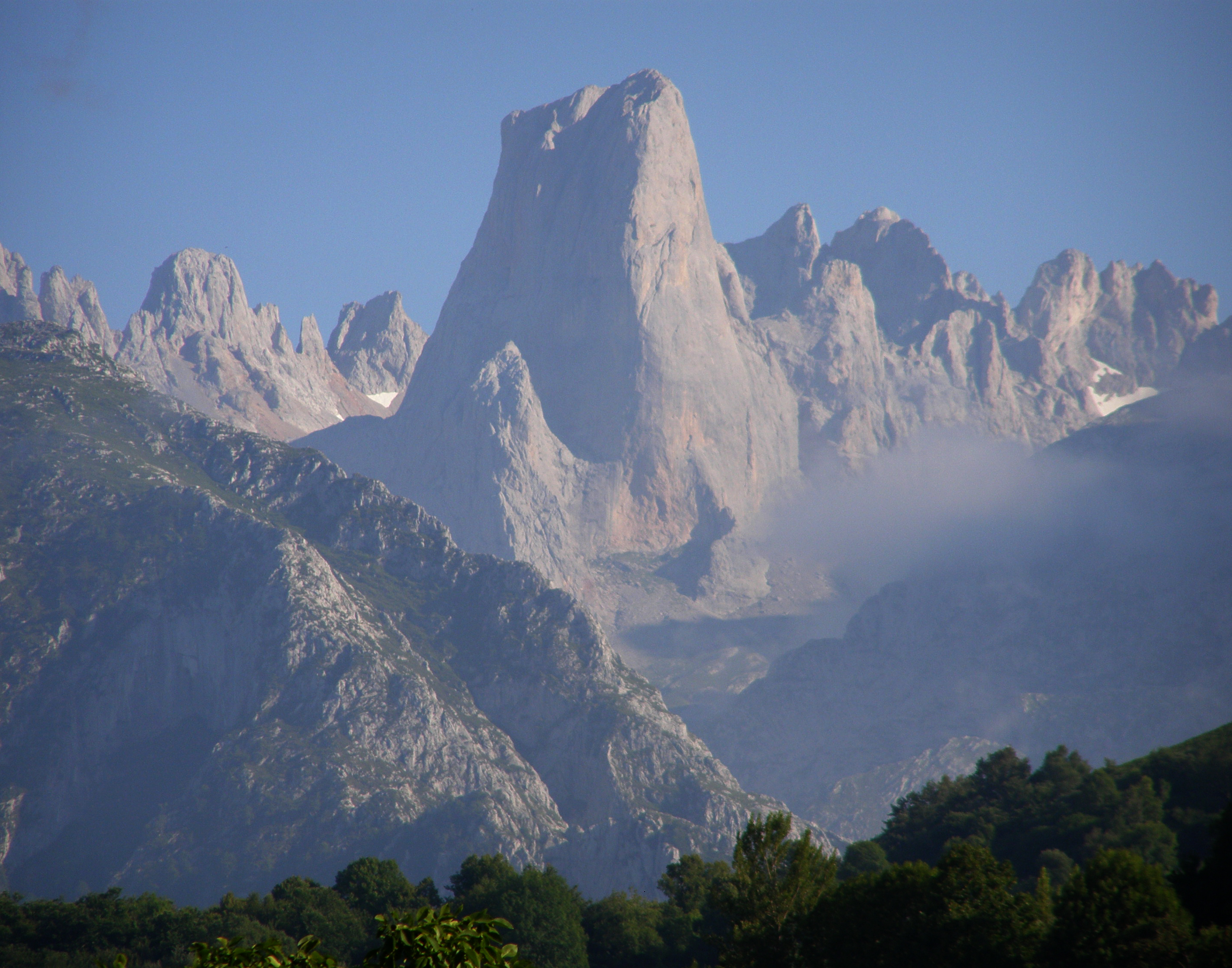
Кантабрійські гори
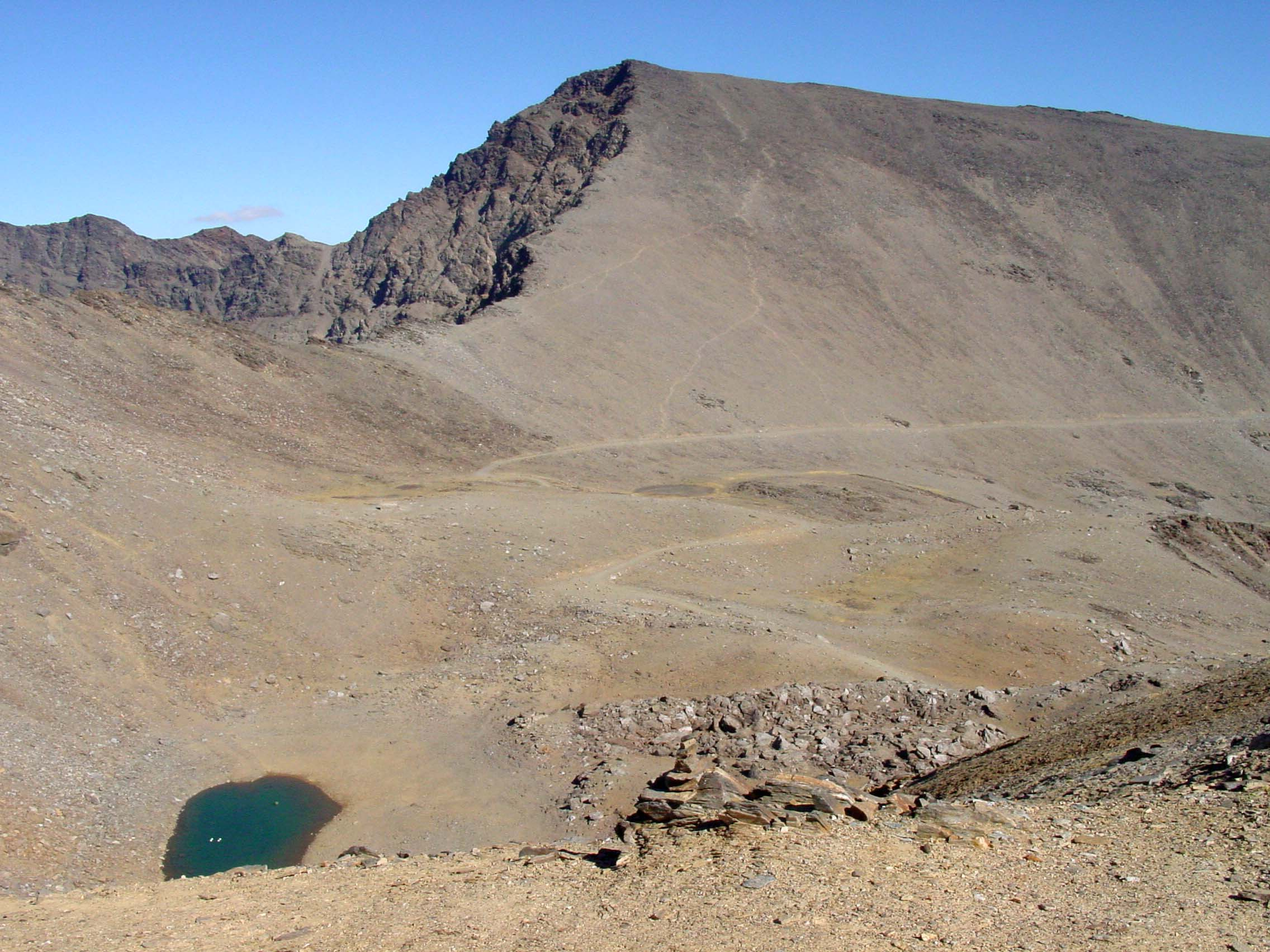
Муласен, Сьєрра-Невада

Весь південний схід Піренейського півострова зайнятий Кордильєрою-Бетіке, що є системою гірських масивів і хребтів. Кристалічної віссю її стали гори Сьєрра-Невади. По висоті вони поступаються в Європі тільки Альпам. Їх вершина, гора Муласен, що досягає 3478 м, — найвища точка півострівної Іспанії. Хоча таки найвища гірська вершина Іспанії знаходиться на острові Тенерифе (Канарські острови) — це вулкан Тейде, висота якого досягає 3718 м.
Єдина велика низовина — Андалузька на півдні країни. На північному сході Іспанії в долині річки Ебро розкинулася Арагонська рівнина. Менших розмірів низовини тягнуться вздовж Середземного моря.

### Острови
Іспанії належать Балеарські і Пітіузькі острови у Середземному морі та Канарські острови поблизу північно-західного узбережжя Африки в Атлантичному океані.

## Клімат
Материкова територія Іспанії лежить у субтропічному кліматичному поясі. Влітку переважають тропічні повітряні маси з ясною тихою антициклонічною погодою, взимку — помірні з похмурою дощовою досить вітряною циклонічною. Значні сезонні амплітуди температури повітря і розподілу атмосферних опадів, можливе випадіння снігу.

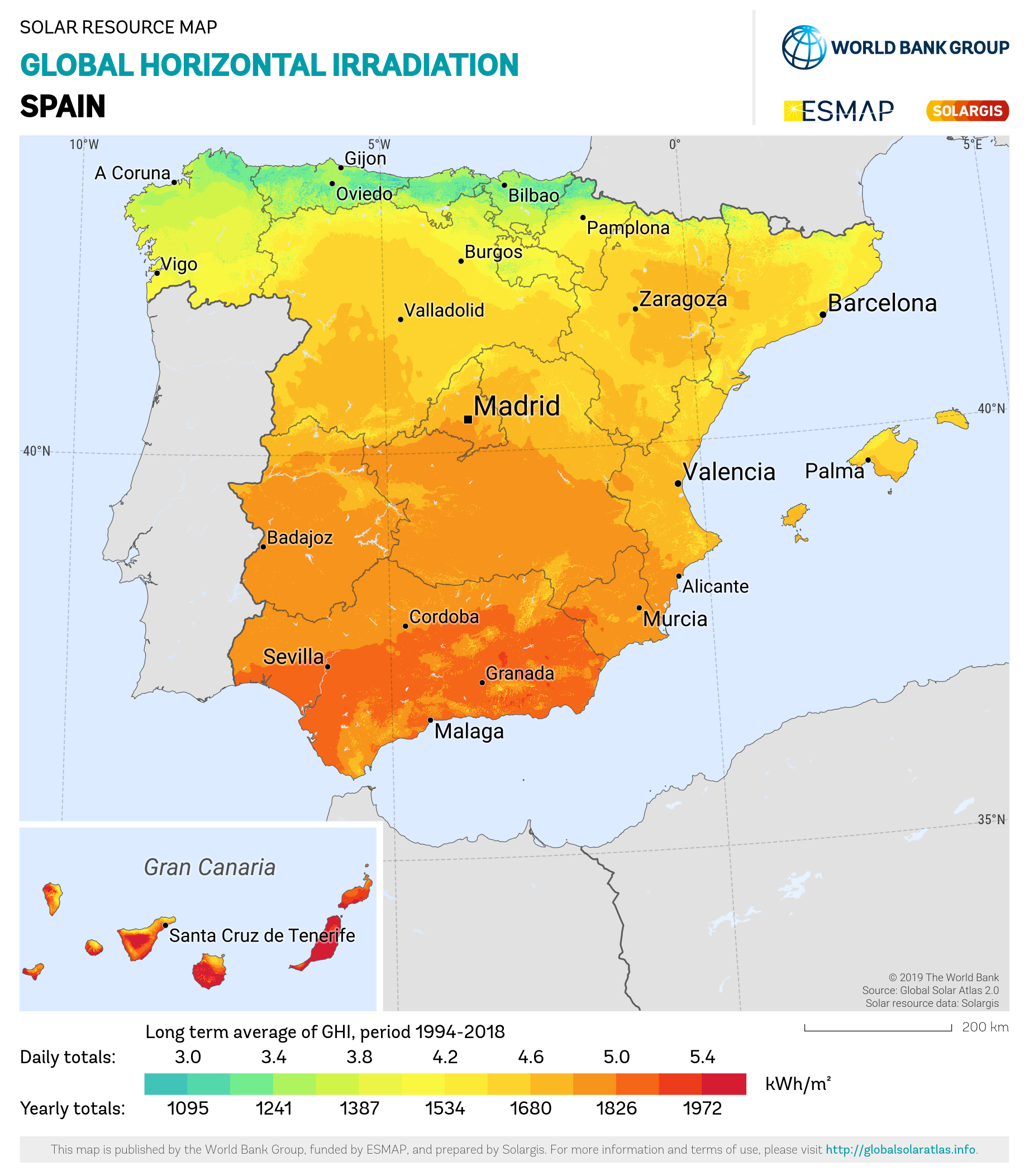
Сонячна радіація (англ.)
Кліматична карта Іспанії (за Кеппеном)
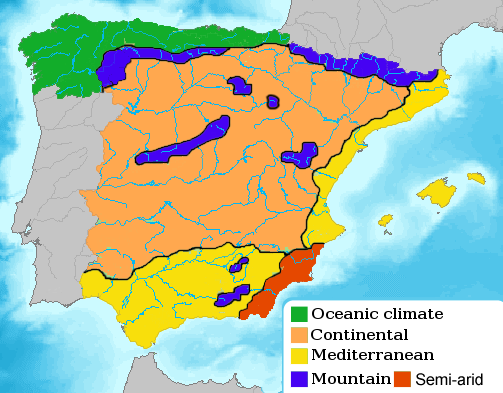
Кліматичні регіони Іспанії
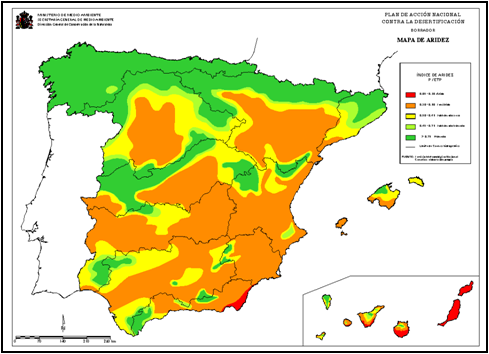
Карта аридності Іспанії

Іспанія є членом Всесвітньої метеорологічної організації (WMO), в країні ведуться систематичні спостереження за погодою.

## Внутрішні води
Загальні запаси відновлюваних водних ресурсів (ґрунтові і поверхневі прісні води) становлять 111,5 км³. Станом на 2012 рік в країні налічувалось 38 тис. км² зрошуваних земель.

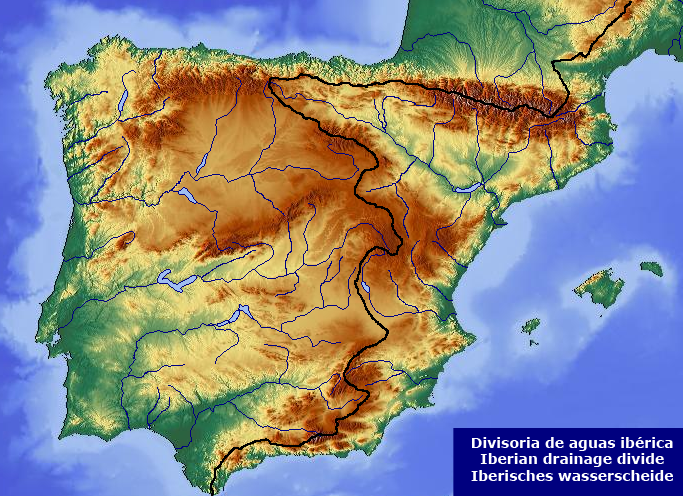
Головний вододіл півострова
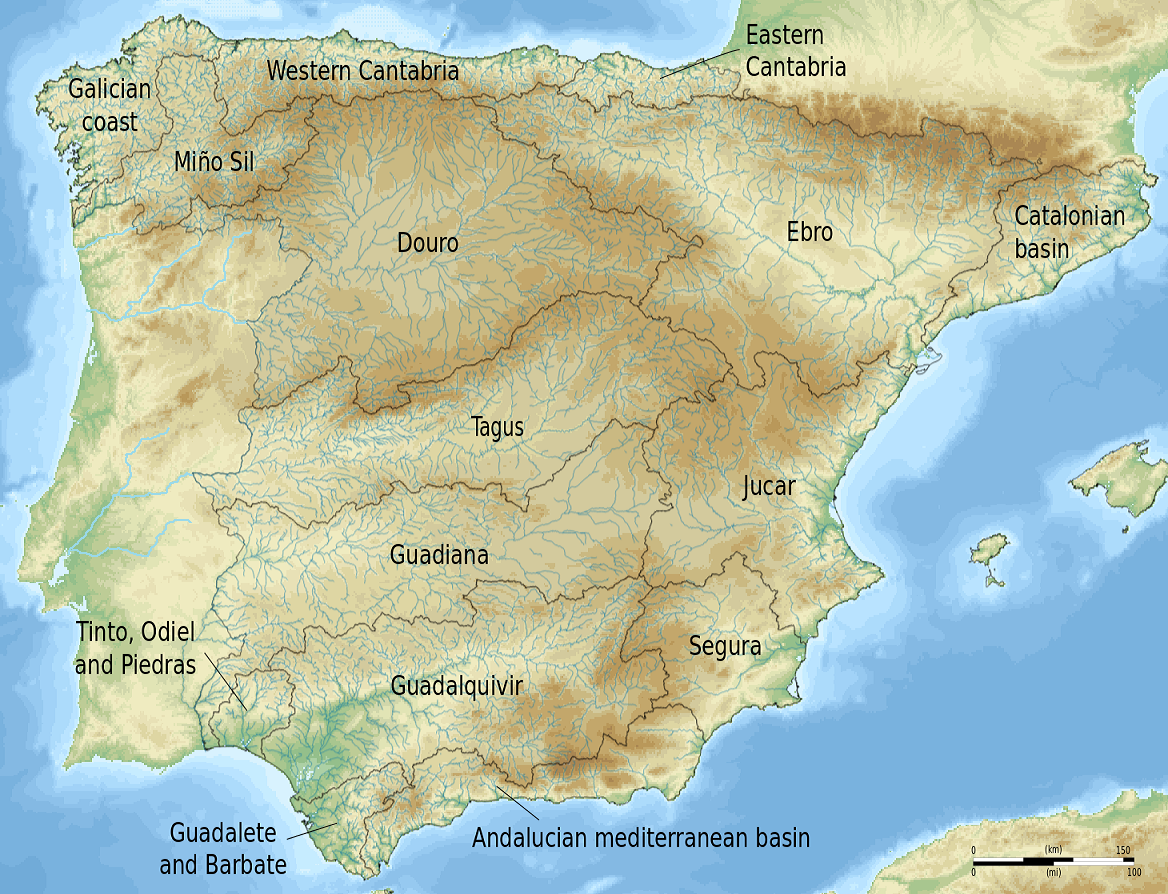
Сточища головних річок Іспанії
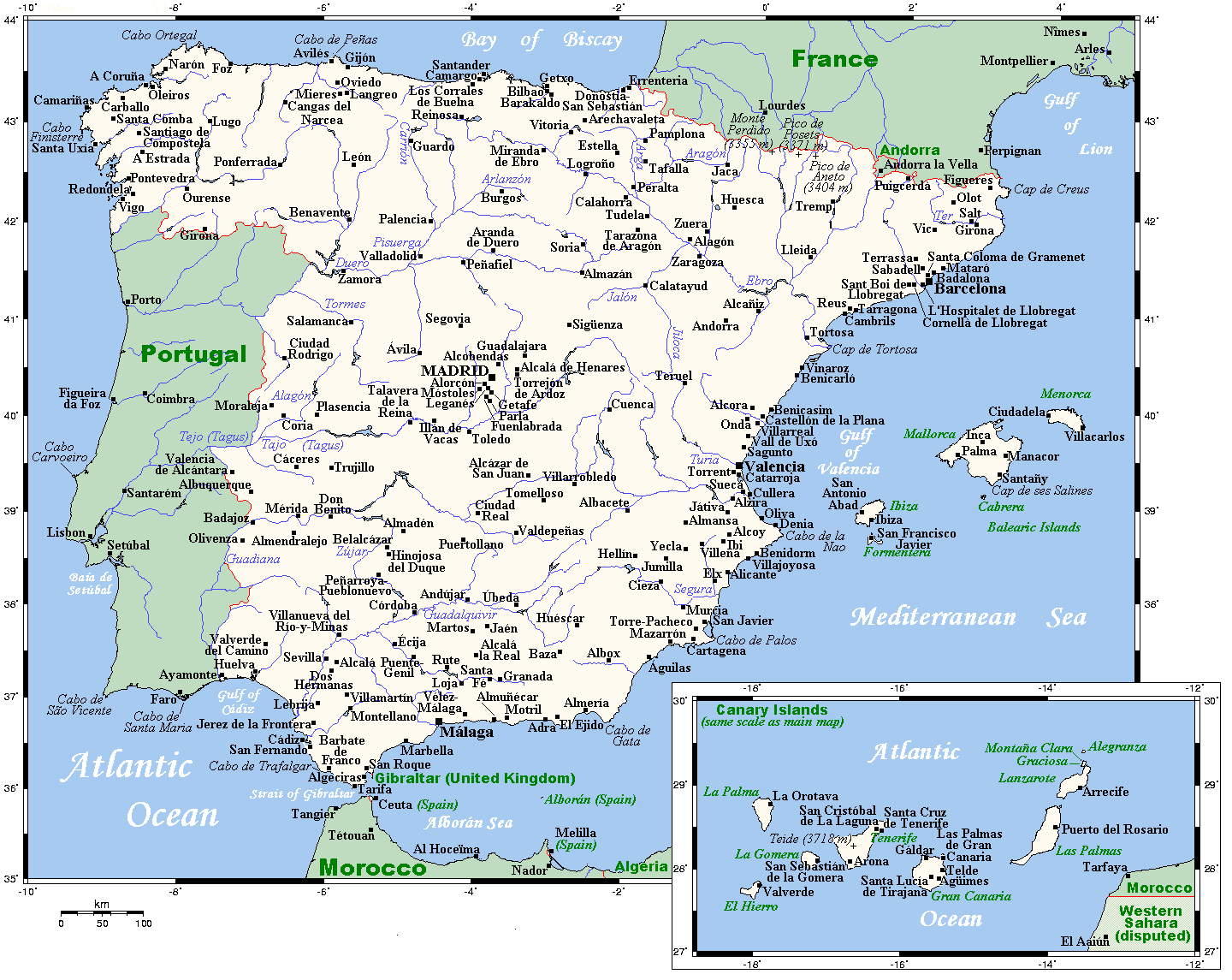
Гідрографічна мережа Іспанії
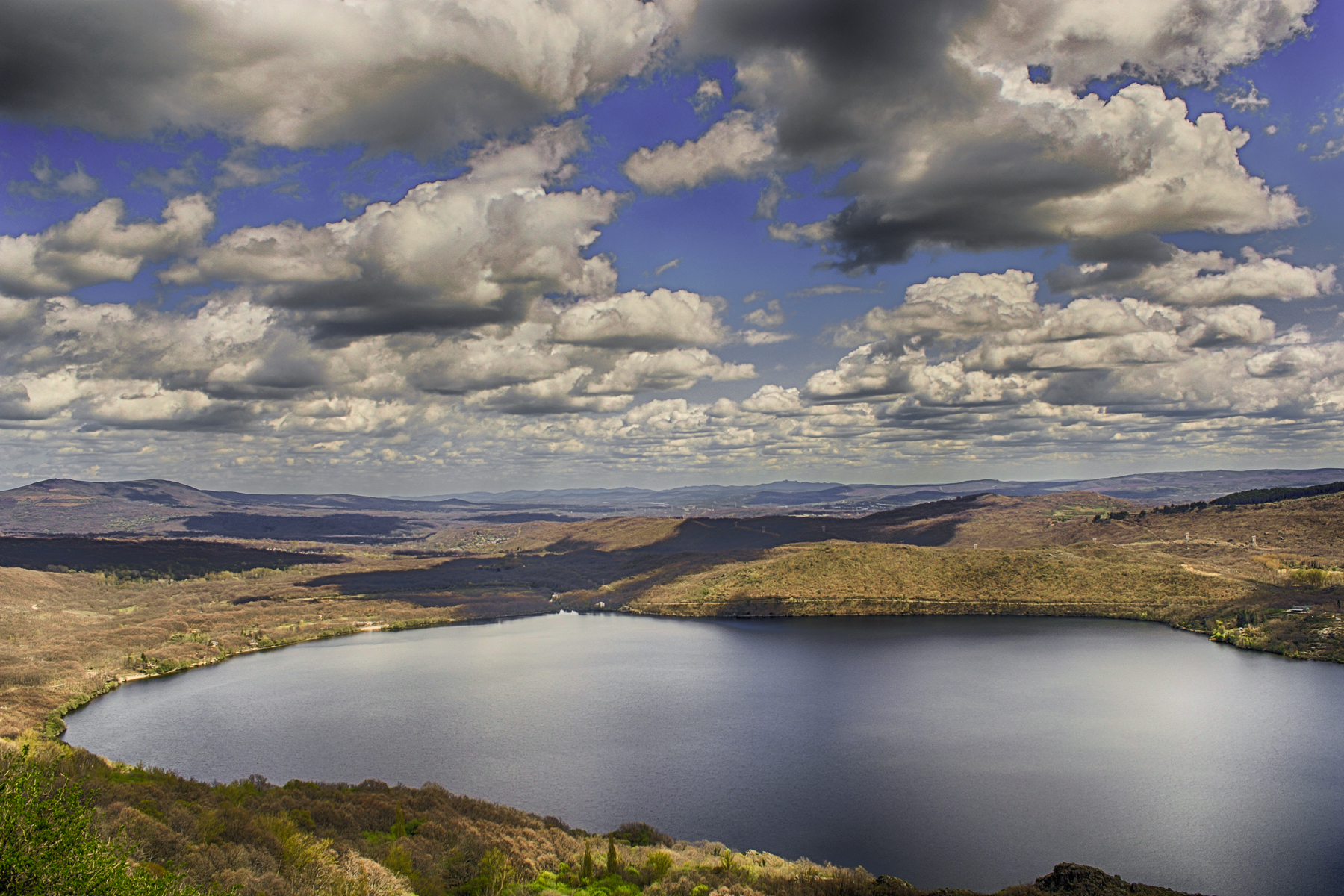
Озеро Санабрія

### Річки
Річки країни належать басейну Атлантичного океану. Найбільші річки Іспанії: Тахо, Дуеро, Ебро, Гвадалківір, Гвадіана.

Річки Іспанії
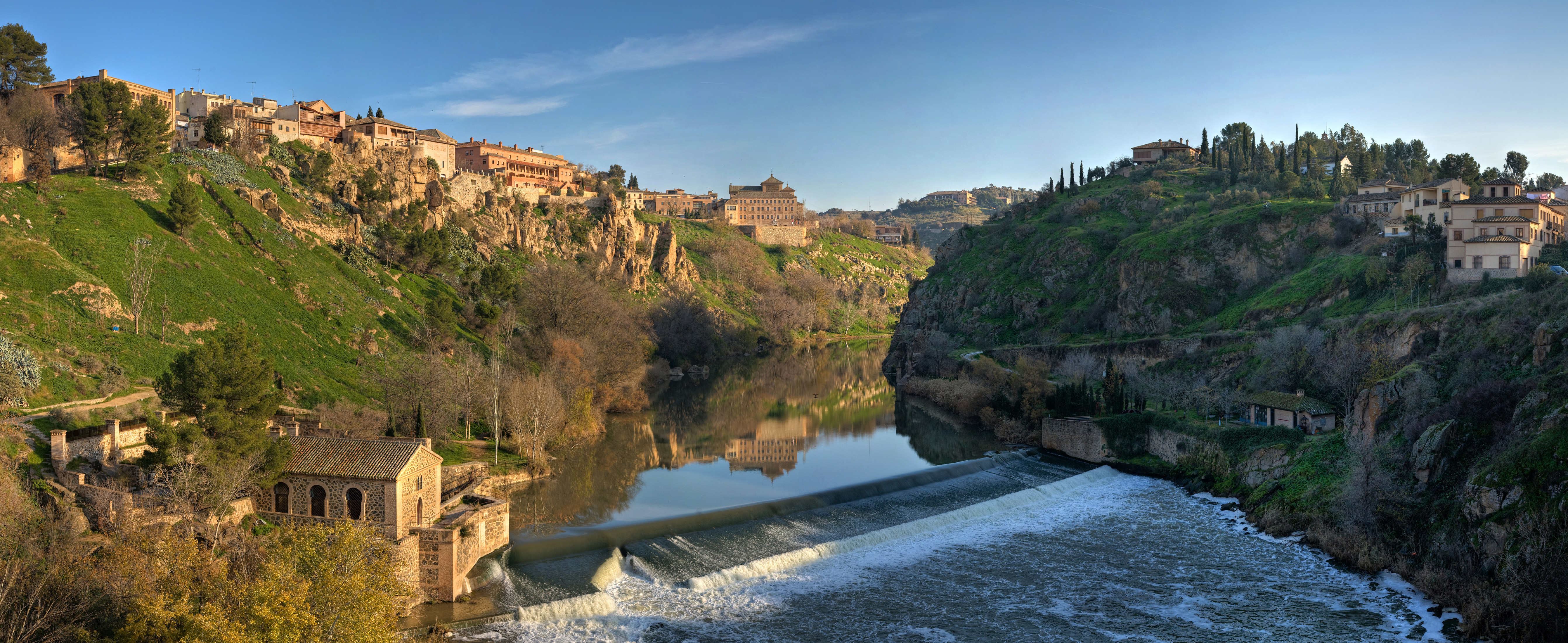
Тахо в Толедо
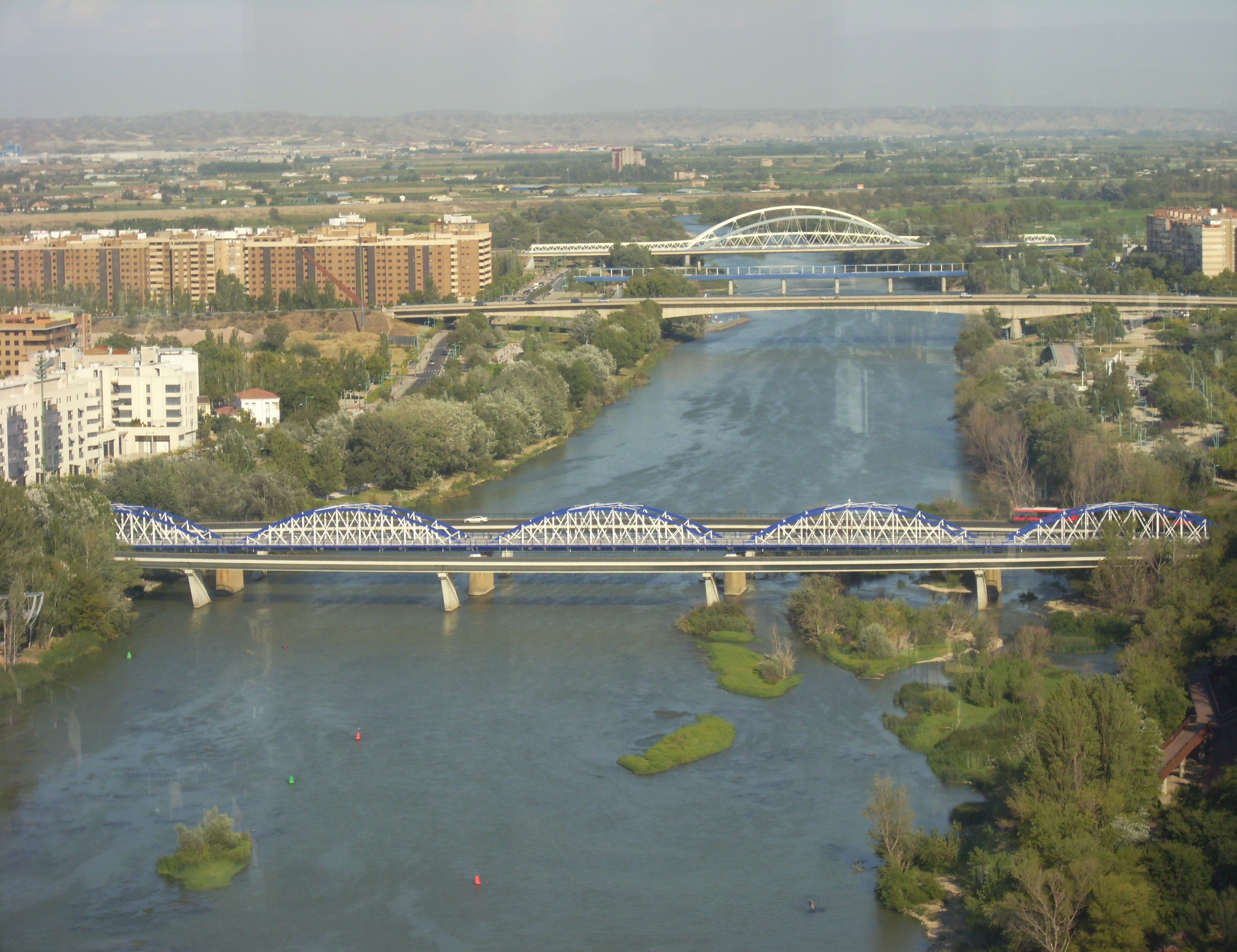
Ебро в Сарагосі
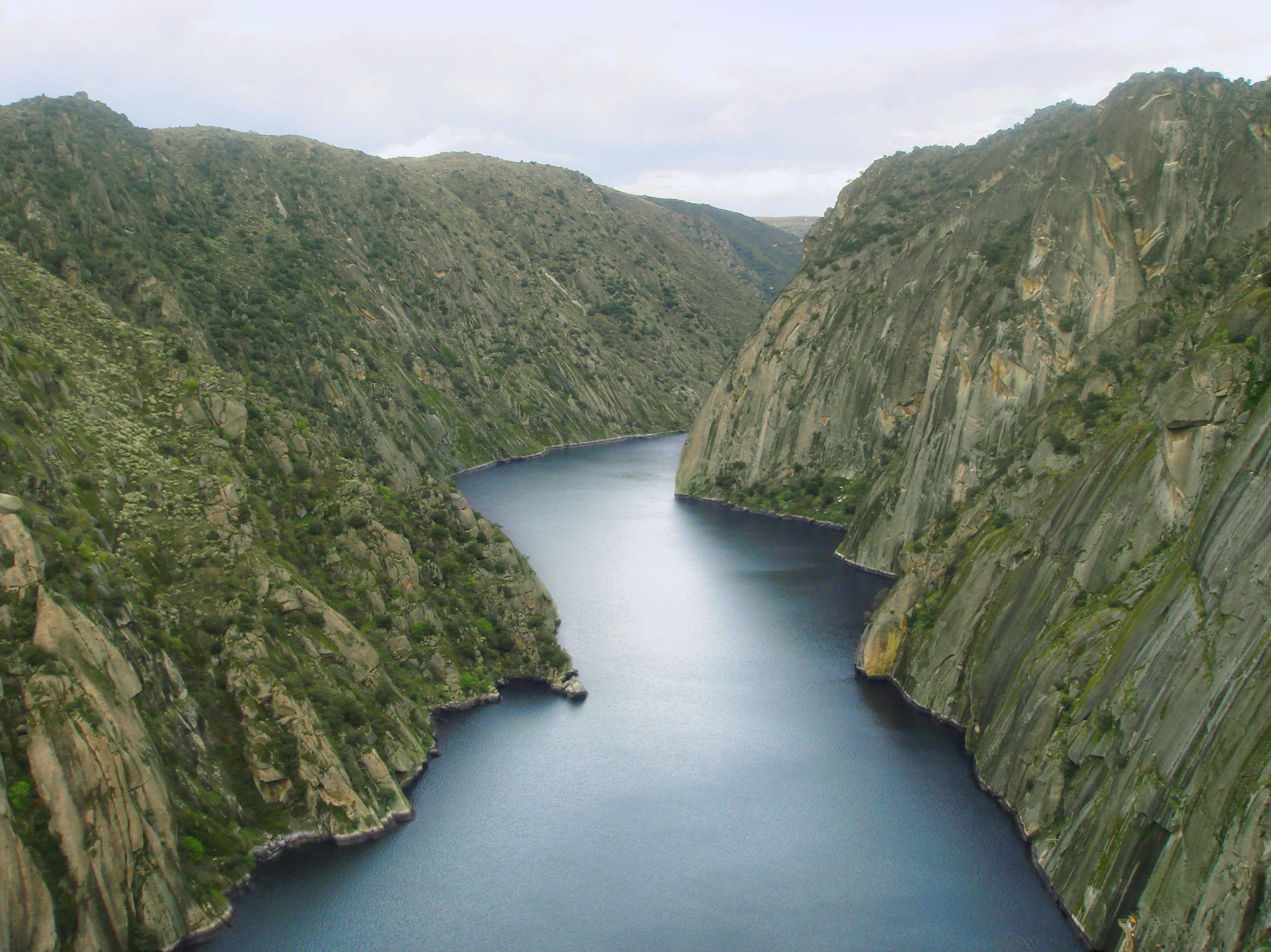
Дуеро в середній течії
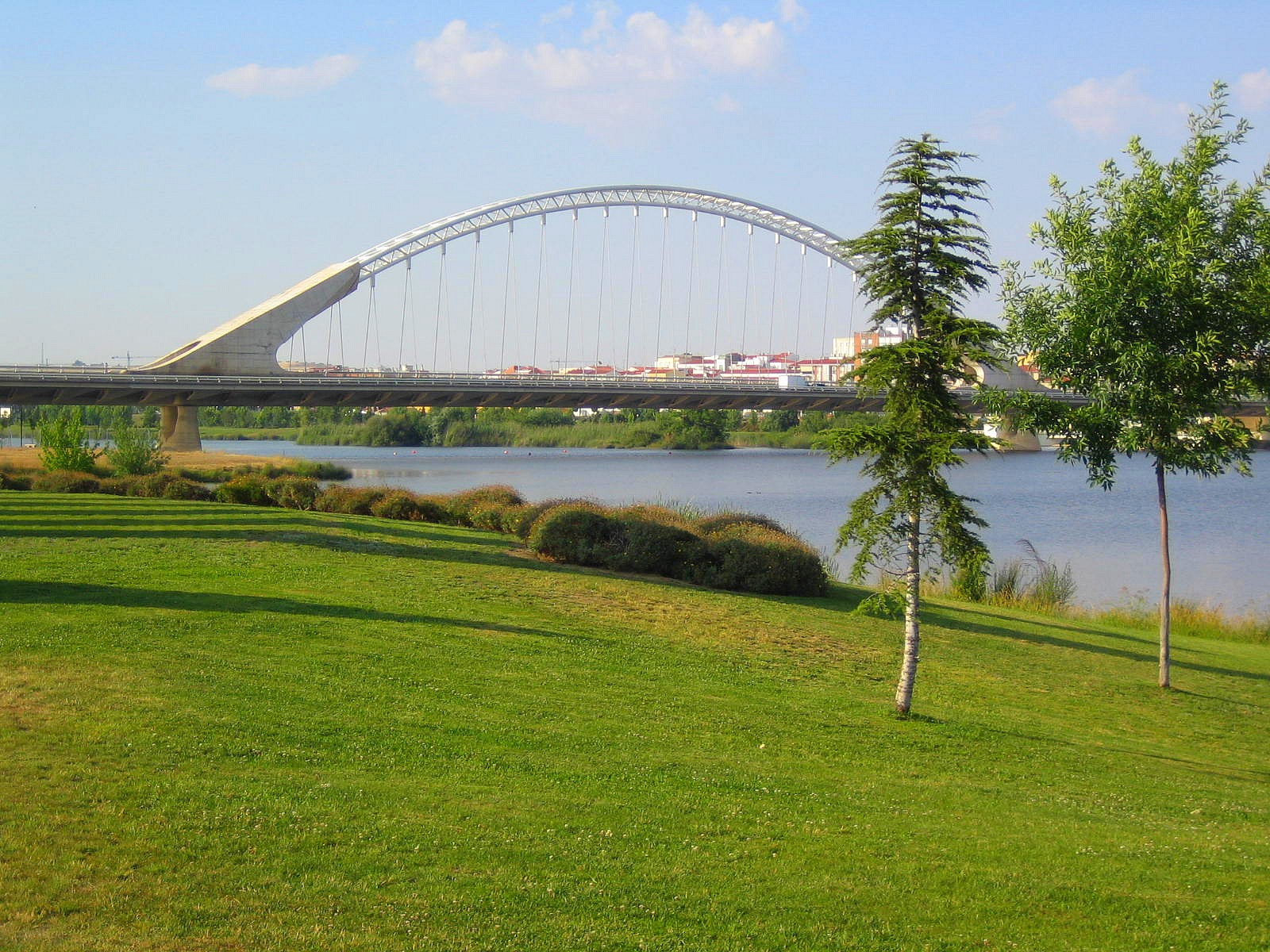
Гвадіана у Мериді
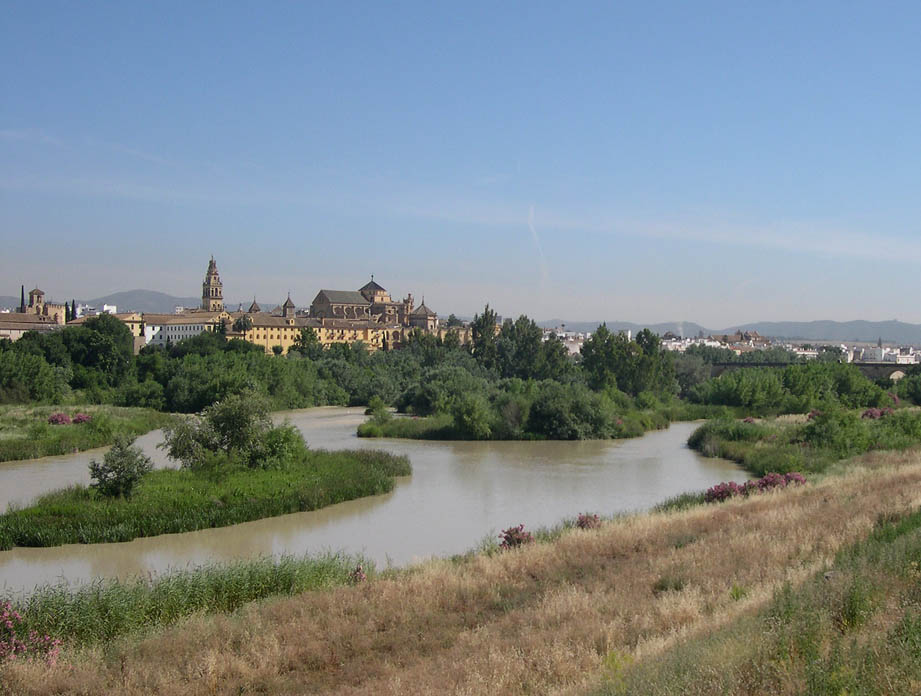
Гвадалаквівір у Кордові

## Рослинність

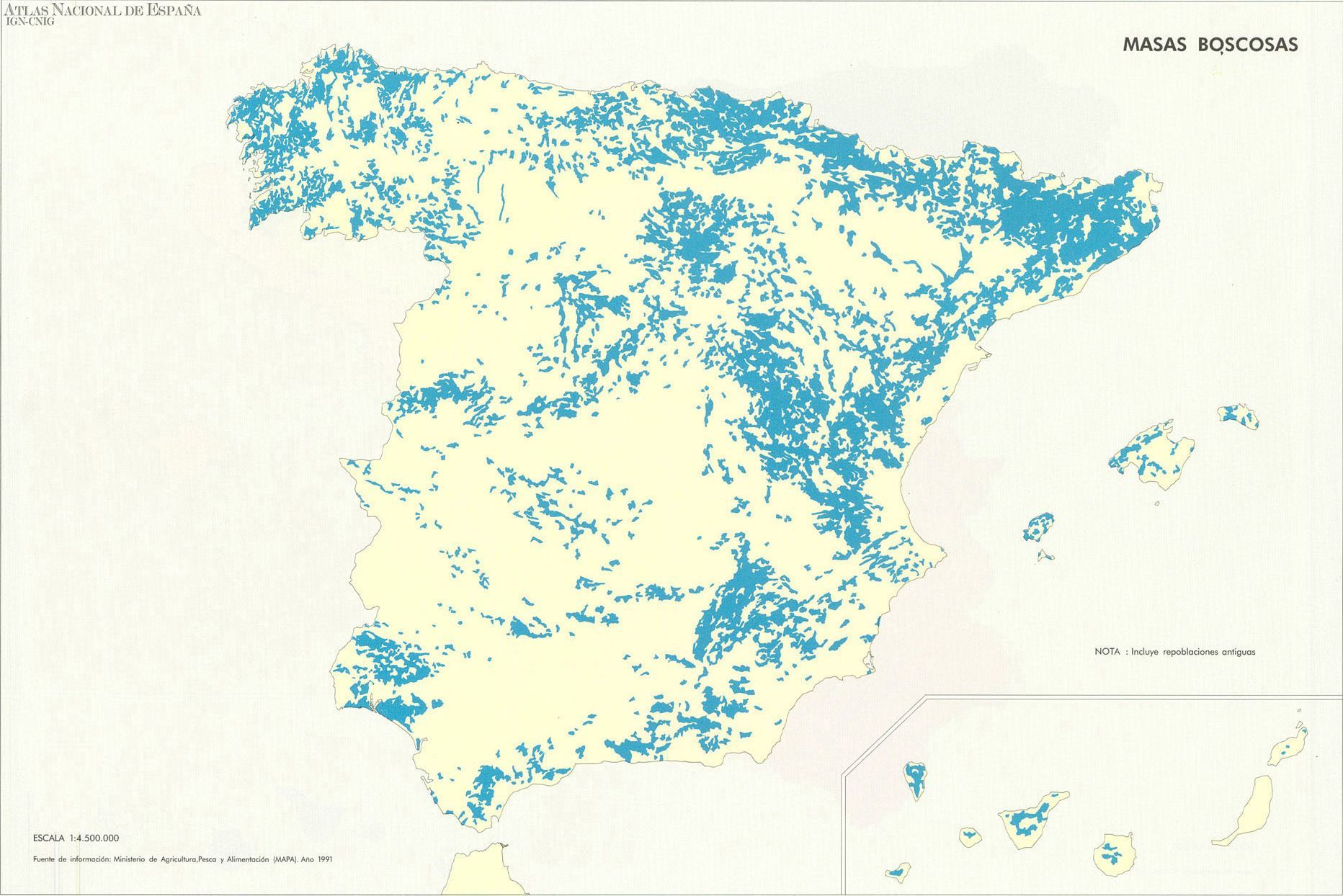
Карта лісів Іспанії
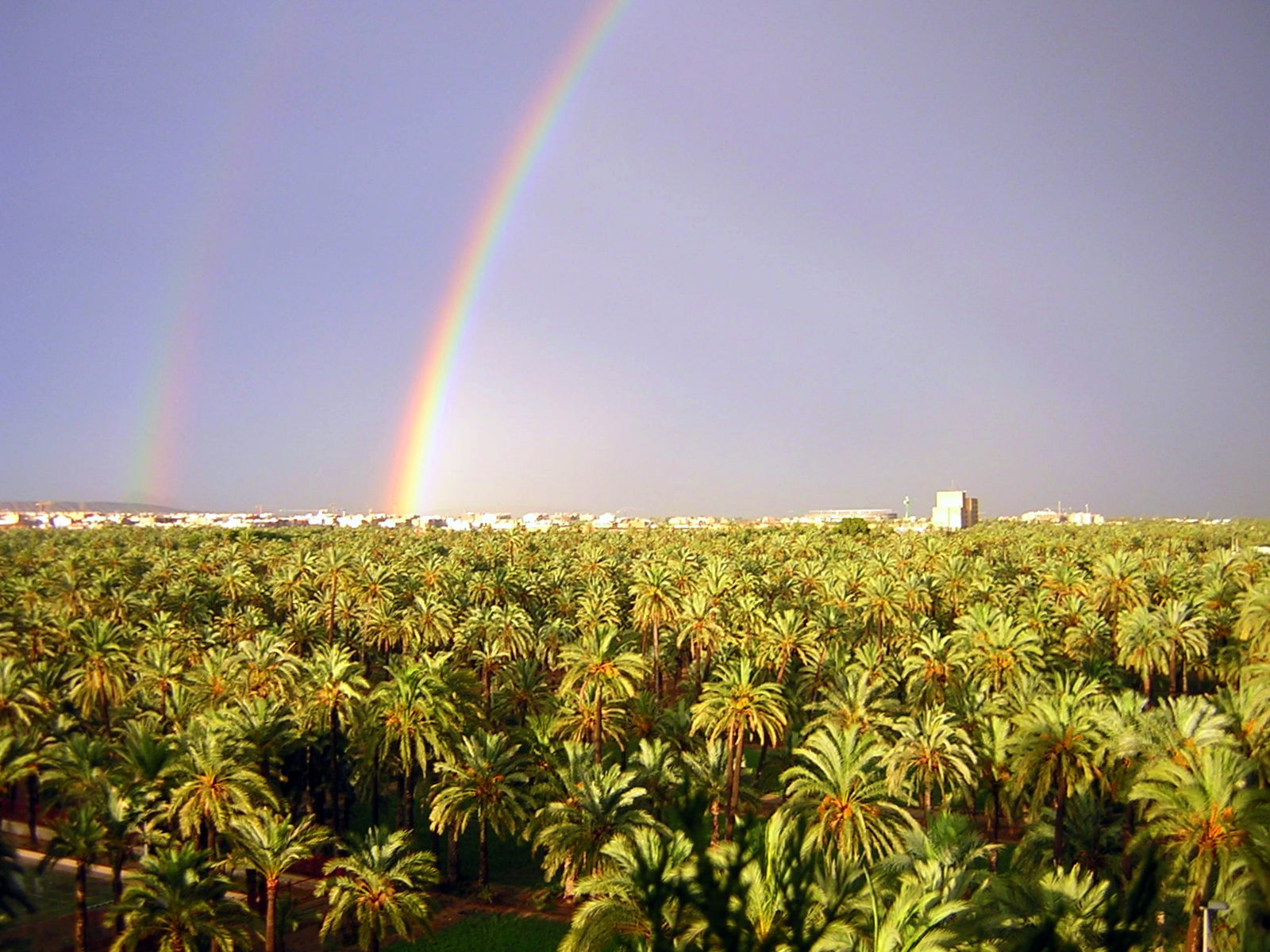
Пальмовий ліс Ельче
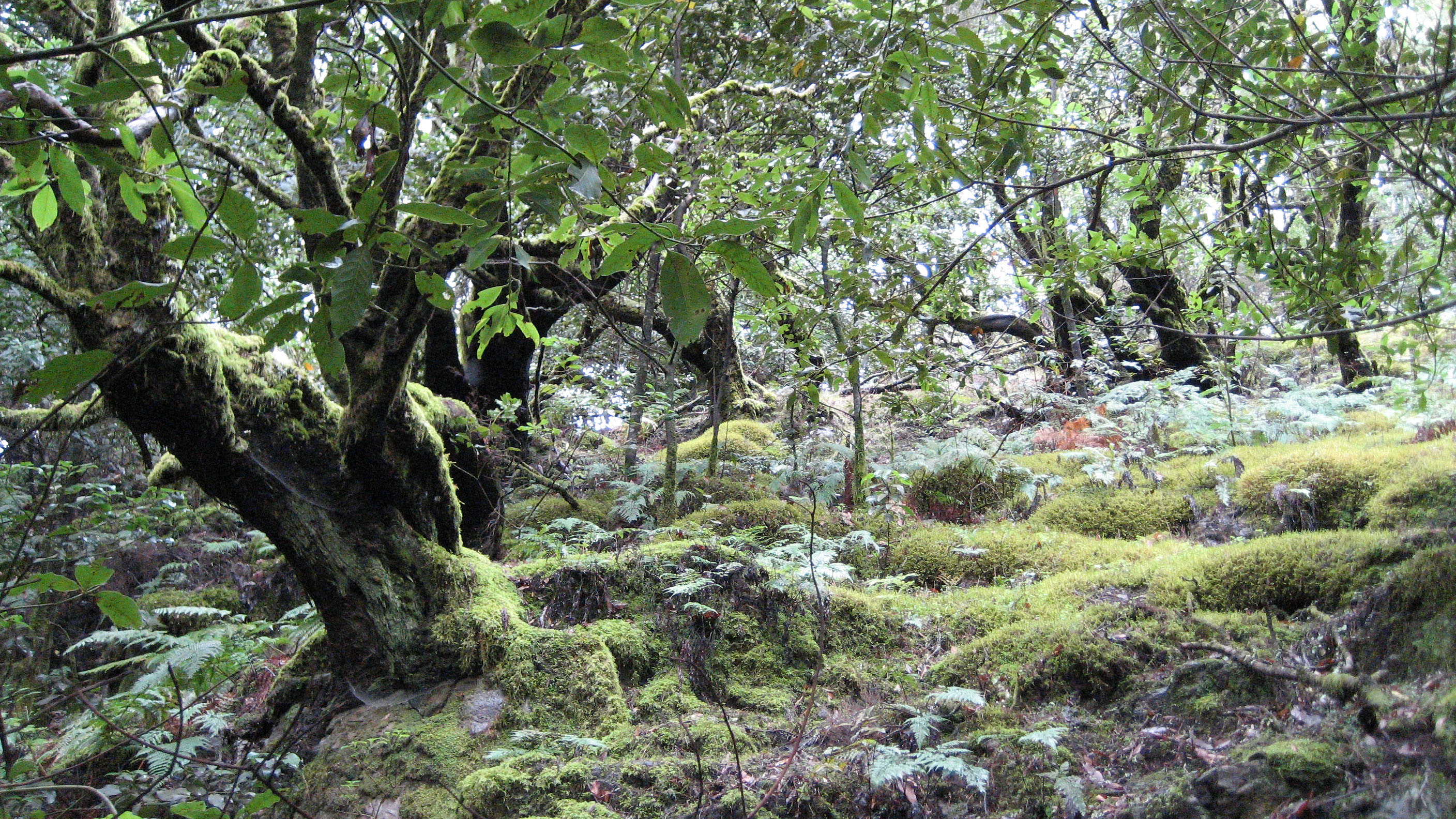
Лаурисільва Канарських островів
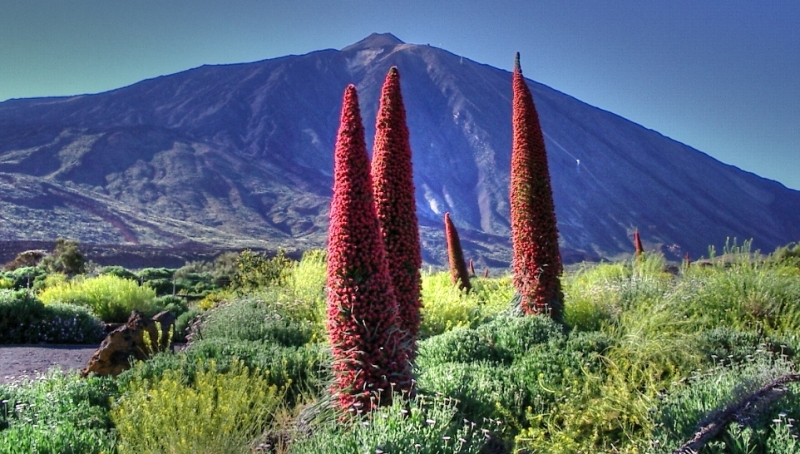
Пустельна рослинність Канарських островів

Земельні ресурси Іспанії (оцінка 2011 року):
- придатні для сільськогосподарського обробітку землі — 54,1 %,
  - орні землі — 24,9 %,
  - багаторічні насадження — 9,1 %,
  - землі, що постійно використовуються під пасовища — 20,1 %;
- землі, зайняті лісами і чагарниками — 36,8 %;
- інше — 9,1 %[1].

## Тваринний світ
У зоогеографічному відношенні територія країни відноситься до Середземноморської провінції Середземноморської підобласті Голарктичної області, північне атлантичне узбережжя — до Європейської лісової провінції Циркумбореальної підобласті.

## Охорона природи
Іспанія є учасником ряду міжнародних угод з охорони навколишнього середовища:
- Конвенції про транскордонне забруднення повітря (CLRTAP),
- Мадридського протоколу про охорону навколишнього середовища до Договору про Антарктику,
- Конвенції про біологічне різноманіття (CBD),
- Рамкової конвенції ООН про зміну клімату (UNFCCC),
- Кіотського протоколу до Рамкової конвенції,
- Конвенції ООН про боротьбу з опустелюванням (UNCCD),
- Конвенції про міжнародну торгівлю видами дикої фауни і флори, що перебувають під загрозою зникнення (CITES),
- Конвенції про заборону військового впливуна природне середовище (ENMOD),
- Базельської конвенції протидії транскордонному переміщенню небезпечних відходів,
- Конвенції з міжнародного морського права,
- Лондонської конвенції про запобігання забрудненню моря скиданням відходів,
- Конвенції з охорони морських живих ресурсів,
- Монреальського протоколу з охорони озонового шару,
- Міжнародної конвенції запобігання забрудненню з суден (MARPOL),
- Міжнародної угоди про торгівлю тропічною деревиною 1983 і 1994 років,
- Рамсарської конвенції із захисту водно-болотних угідь[12],
- Міжнародної конвенції з регулювання китобійного промислу[1].

Урядом країни підписані, але не ратифіковані окремі протоколи міжнародної угоди щодо Конвенції про транскордонне забруднення повітря (CLRTAP).

## Стихійні лиха та екологічні проблеми
На території країни спостерігаються небезпечні природні явища і стихійні лиха:
- періодичні посухи;
- нечасті повіді;
- вулканічна активність на Канарських островах, вулкан Тейде (3715 м), вулкан Ла-Пальма (2426 м) востаннє вивергався 1971 року[1].

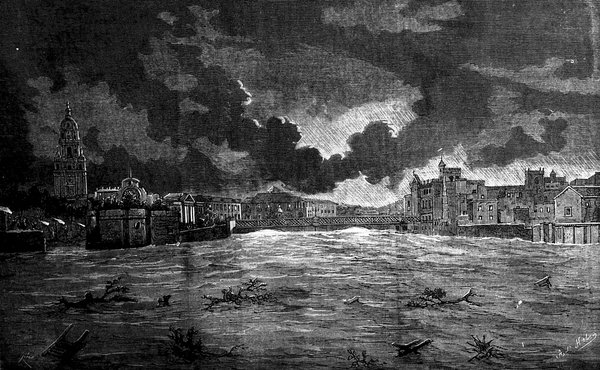
Повідь у Санта-Тереза, Мурсія, 1879 рік

Серед екологічних проблем варто відзначити:
- забруднення вод Середземного моря побутовими стоками і нафтовими плямами;
- дефіцит питної води та її якість в окрмих регіонах;
- забруднення повітря;
- знеліснення;
- спустелювання.

## Фізико-географічне районування
У фізико-географічному відношенні територію Іспанії можна розділити на _ райони, що відрізняються один від одного рельєфом, кліматом, рослинним покривом: .

### Українською
- Атлас світу / голов. ред. І. С. Руденко ; зав. ред. В. В. Радченко ; відп. ред. О. В. Вакуленко. — К. : ДНВП «Картографія», 2005. — 336 с. — ISBN 9666315467.
- Атлас. 7 клас. Географія материків і океанів / Укладачі О. Я. Скуратович, Н. І. Чанцева. — К. : ДНВП «Картографія», 2014.
- Бєлозоров С. Т. Географія материків. — К. : Вища школа, 1971. — 371 с.
- Барановська О. В. Фізична географія материків і океанів : навч. посіб. для студентів ВНЗ : [у 2 ч.]. — Н. : Ніжинський державний університет ім. Миколи Гоголя, 2013. — 306 с. — ISBN 978-617-527-106-3.
- Іспанія // Гірничий енциклопедичний словник : [у 3-х тт.] / за ред. В. С. Білецького. — Д. : Східний видавничий дім, 2004. — Т. 3. — 752 с. — ISBN 966-7804-78-X.
- Дубович І. А. Країнознавчий словник-довідник. — 5-те вид., перероб. і доп. — К. : Знання, 2008. — 839 с. — ISBN 978-966-346-330-8.
- Фізична географія материків та океанів : підруч. для студ. вищ. навч. закл. : у 2 т / за ред. П. Г. Шищенка. — К. : Видавництво Київського нац. ун-т ім. Т. Шевченка, 2010. — Т. 2. : Європа. — 464 с. — ISBN 978-966-439-273-7.
- Панасенко Б. Д. Фізична географія материків : навч. посіб. : в 2 ч. — В. : ЕкоБізнесЦентр, 1999. — 200 с.
- Юрківський В. М. Регіональна економічна і соціальна географія. Зарубіжні країни: Підручник. — 2-ге. — К. : Либідь, 2001. — 416 с. — ISBN 966-06-0092-5.

### Англійською
- (англ.) Graham Bateman. The Encyclopedia of World Geography. — Andromeda, 2002. — 288 с. — ISBN 1871869587.

### Російською
- (рос.) Авакян А. Б., Салтанкин В. П., Шарапов В. А. Водохранилища. — М. : Мысль, 1987. — 326 с. — (Природа мира)
- (рос.) Алисов Б. П., Берлин И. А., Михель В. М. Курс климатологии [в 3-х тт.] / под. ред. Е. С. Рубинштейн. — Л. : Гидрометеоиздат, 1954. — Т. 3. Климаты земного шара. — 320 с.
- (рос.) Апродов В. А. Вулканы. — М. : Мысль, 1982. — 368 с. — (Природа мира)
- (рос.) Апродов В. А. Зоны землетрясений. — М. : Мысль, 2010. — 462 с. — (Природа мира) — ISBN 978-5-244-01122-7.
- (рос.) Бабаев А. Г., Зонн И. С., Дроздов Н. Н., Фрейкин З. Г. Пустыни. — М.  : Мысль, 1986. — 320 с. — (Природа мира)
- (рос.) Букштынов А. Д., Грошев Б. И., Крылов Г. В. Леса. — М. : Мысль, 1981. — 316 с. — (Природа мира)
- (рос.) Власова Т. В. Физическая география материков. С прилегающими частями океанов. Евразия, Северная Америка. — 4-е, перераб. — М. : Просвещение, 1986. — 417 с.
- (рос.) Гвоздецкий Н. А. Карст. — М. : Мысль, 1981. — 214 с. — (Природа мира)
- (рос.) Гвоздецкий Н. А., Голубчиков Ю. Н. Горы. — М. : Мысль, 1987. — 400 с. — (Природа мира)
- (рос.) Добрынин Б. Ф. Физическая география Западной Европы. — М. : Учпедгиз, 1948. — 415 с.
- (рос.) Долгушин Л. Д., Осипова Г. Б. Ледники. — М. : Мысль, 1989. — 448 с. — (Природа мира) — ISBN 5-244-00315-1.
- (рос.) Географический энциклопедический словарь: географические названия / под. ред. А. Ф. Трёшникова. — 2-е изд., доп. — М. : Советская энциклопедия, 1989. — 585 с. — ISBN 5-85270-057-6.
- (рос.) Исаченко А. Г., Шляпников А. А. Ландшафты. — М. : Мысль, 1989. — 504 с. — (Природа мира) — ISBN 5-244-00177-9.
- (рос.) Каплин П. А., Леонтьев О. К., Лукьянова С. А., Никифоров Л. Г. Берега. — М. : Мысль, 1991. — 480 с. — (Природа мира) — ISBN 5-244-00449-2.
- (рос.) Карри-Линдал К. Европа. — М. : Прогресс, 1981. — 334 с. — (Континенты, на которых мы живем)
- (рос.) Словарь современных географических названий / под общей редакцией акад. В. М. Котлякова. — Екатеринбург : У-Фактория, 2006.
- (рос.) Литвин В. М., Лымарев В. И. Острова. — М. : Мысль, 2010. — 288 с. — (Природа мира) — ISBN 978-5-244-01129-6.
- (рос.) Лобова Е. В., Хабаров А. В. Почвы. — М. : Мысль, 1983. — 304 с. — (Природа мира)
- (рос.) Максаковский В. П. Географическая картина мира. Книга I: Общая характеристика мира. — М. : Дрофа, 2008. — 495 с. — ISBN 978-5-358-05275-8.
- (рос.) Максаковский В. П. Географическая картина мира. Книга II: Региональная характеристика мира. — М. : Дрофа, 2009. — 480 с. — ISBN 978-5-358-06280-1.
- (рос.) Испания // Поспелов Е. М. Топонимический словарь. — М. : АСТ, 2005. — 229 с. — ISBN 5-17-016407-6.
- (рос.) География / под ред. проф. А. П. Горкина. — М. : Росмэн-Пресс, 2006. — 624 с. — (Современная иллюстрированная энциклопедия) — ISBN 5-353-02443-5.
- (рос.) Физико-географический атлас мира. — М. : Академия наук СССР и Главное управление геодезии и картографии ГУГК СССР, 1964. — 298 с.
- (рос.) Энциклопедия стран мира / глав. ред. Н. А. Симония. — М. : НПО «Экономика» РАН, отделение общественных наук, 2004. — 1319 с. — ISBN 5-282-02318-0.